# Liste der Reichstagsabgeordneten des Deutschen Kaiserreichs (12. Wahlperiode)

## Legislaturperiode
Die Reichstagswahl 1907 war die Wahl zum 12. Deutschen Reichstag und fand am 25. Januar 1907 statt. Die Legislaturperiode dauerte bis 1912.

## Fraktionen
- Zentrumspartei 105
- Deutschkonservative Partei 60
- Nationalliberale 54
- Sozialdemokraten (SPD) 43
- Freisinnige Volkspartei (FVp) 28
- Deutsche Reichspartei 24
- Polen 20
- Freisinnige Vereinigung (FVg) 14
- Bund der Landwirte (BdL) 8
- Deutschsoziale Partei (DSP) 7
- Deutsche Volkspartei (DtVP) 7
- Elsaß-Lothringer 7
- Deutsche Reformpartei (DRP) 6
- Christlich-Soziale Partei (CSP) 3
- Deutsch-Hannoversche Partei (DHP) 1
- Bayerischer Bauernbund (BB) 1
- Dänen 1
- Sonstige 5

Sitze 397
- Präsident: Udo zu Stolberg-Wernigerode
- 1. Vizepräsident: Hermann Paasche
- 2. Vizepräsident: Johannes Kaempf

Schriftführer: Ferdinand Rogalla von Bieberstein, Kurd von Damm, Carl Friedrich Engelen, Paul Hagemann, Otto Hermes, Moritz Pauli, Hans Rimpau, Klemens von Thünefeld
Quästoren: Ernst Bassermann, Otto Schmidt

## A

Bruno Ablaß
Adolf Albrecht
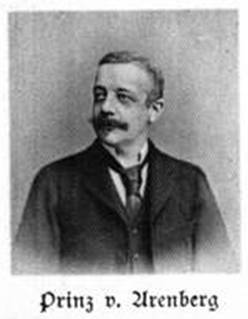
Franz Ludwig von Arenberg
Ignaz Auer

- Ablaß, Bruno, Rechtsanwalt Hirschberg,
WK Liegnitz 8 (Schönau, Hirschberg), Freisinnige Volkspartei
- Ahlhorn, Johann, Lehrer Osternburg,
WK Oldenburg 1 Oldenburg, (Eutin, Birkenfeld), Hospitant der Freisinnigen Volkspartei
- Albrecht, Adolf, Schneidermeister,
WK Magdeburg 7 (Aschersleben, Quedlinburg, Calbe an der Saale), SPD
- Arenberg, Engelbert Maria von, Majoratsherr,
WK Münster 4 (Lüdinghausen, Beckum, Warendorf), Zentrum (Nachwahl 1909)
- Arenberg, Franz von, Diplomat,
WK Aachen 1 (Schleiden, Malmedy, Montjoie), Zentrum
- Arendt, Leberecht, Oberamtmann und Domänenpächter Spannegeln,
WK Königsberg 2 (Labiau, Wehlau), Deutschkonservative Partei
- Arendt, Otto, Schriftsteller Berlin,
WK Merseburg 5 (Mansfelder Seekreis, Mansfelder Gebirgskreis), Deutsche Reichspartei
- Arning, Wilhelm, Augenarzt Hannover,
WK Hannover 7 (Nienburg, Neustadt am Rübenberge, Fallingbostel), Nationalliberale Partei
- Arnold, Julius, Amtsrichter Greiz,
WK Reuß älterer Linie, Hospitant der Deutschkonservativen Partei
- Arnstadt, Albert, Landwirt Großvargula,
WK Erfurt 3 (Mühlhausen, Langensalza, Weißensee), Deutschkonservative Partei
- Auer, Ignaz, Sattler,
WK Sachsen 17 (Glauchau, Meerane, Hohenstein-Ernstthal), SPD

## B

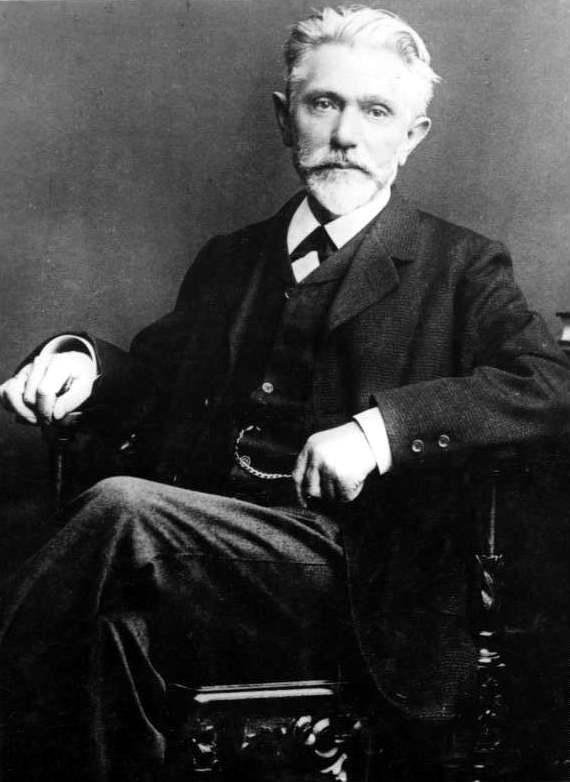
August Bebel
Johannes Becker
Franz Behrens
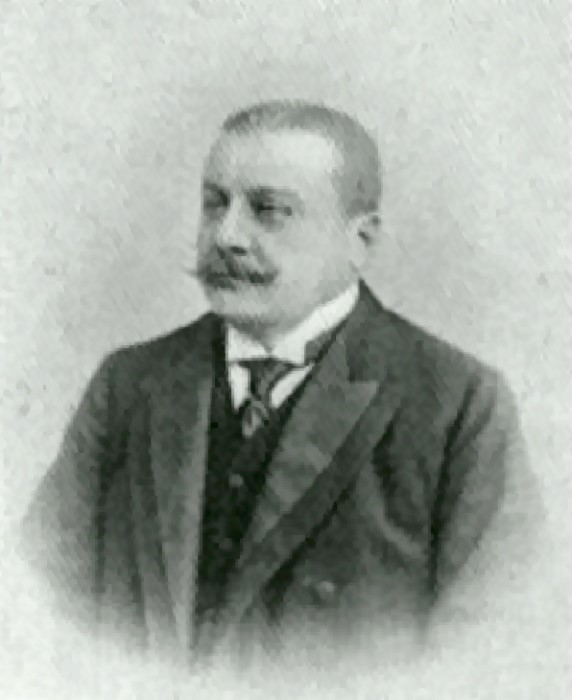
Emil Belzer
Karl Böhme
Theodor Bömelburg
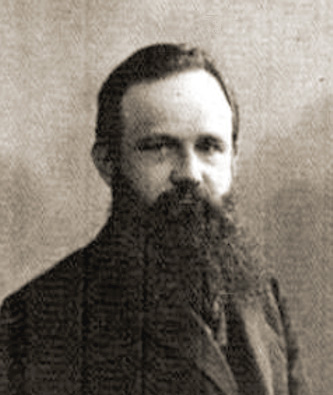
Jan Brejski
August Brey

- Bärwinkel, Rudolf Felix, Landrat Sondershausen,
WK Schwarzburg-Sondershausen, Nationalliberale Partei
- Bahn, Rudolf, Unternehmer Sorau,
WK Frankfurt 8 (Sorau, Forst), Nationalliberale Partei
- Bassermann, Ernst, Rechtsanwalt Mannheim,
WK Liegnitz 10 (Rothenburg (Oberlausitz), Hoyerswerda), Nationalliberale Partei
- Bauermeister, Louis, Bergwerksbesitzer,
WK Merseburg 3 (Bitterfeld, Delitzsch), Deutsche Reichspartei
- Baumann, Luitpold, Weingutsbesitzer Dettelbach,
WK Unterfranken 2 (Kitzingen, Gerolzhofen, Ochsenfurt, Volkach), Zentrum
- Bebel, August, Drechslermeister Plauen,
 WK Hamburg 1 (Neustadt, St. Pauli), SPD
- Beck, Anton Josef, Oberamtmann Eberbach,
WK Baden 12 (Heidelberg, Mosbach), Nationalliberale Partei
- Beck, Franz, Kunstmühlenbesitzer Aichach,
WK Oberbayern 3 (Aichach, Friedberg, Dachau, Schrobenhausen), Zentrum
- Becker, Johannes, Redakteur Westdeutsche Arbeiterzeitung,
WK Arnsberg 2 (Olpe, Arnsberg, Meschede), Zentrum
- Becker, Karl Georg, Gutsbesitzer,
WK Köln 5 (Siegkreis, Waldbröl), Zentrum
- Behrens, Franz, Generalsekretär des Gewerkvereins christlicher Bergarbeiter,
WK Koblenz 1 (Wetzlar, Altenkirchen), Christlich-Soziale Partei, Fraktion der Wirtschaftlichen Vereinigung
- Belzer, Emil, Amtsgerichtsrat,
WK Sigmaringen, Zentrum
- Beuchelt, Georg, Kommerzienrat Grünberg,
WK Liegnitz 1 (Grünberg, Freystadt), Deutschkonservative Partei
- Bieberstein, Ferdinand Rogalla von, Gutsherr Baranowen,
 WK Gumbinnen 7 (Sensburg, Ortelsburg), Deutschkonservative Partei
- Binder, Jakob, Bäckermeister,
WK Pfalz 1 (Speyer, Ludwigshafen am Rhein, Frankenthal), SPD (Nachwahl 1908)
- Bindewald, Friedrich, Kunstmaler Wilmersdorf,
WK Hessen 3 (Lauterbach, Alsfeld, Schotten), Deutsche Reformpartei
- Birkenmayer, Ernst-Adolf, Landgerichtsdirektor Waldshut,
WK Baden 3 (Waldshut, Säckingen, Neustadt im Schwarzwald), Zentrum
- Bitter, Franz, Rechtsanwalt Kiel,
WK Hannover 4 (Osnabrück, Bersenbrück, Iburg), Zentrum
- Blankenhorn, Ernst, Bürgermeister Müllheim,
WK Baden 4 (Lörrach, Müllheim), Nationalliberale Partei
- Böhle, Bernhard, Kaufmann Straßburg,
WK Elsaß-Lothringen 8 (Straßburg-Stadt), SPD
- Böhme, Karl, Nationalökonom Friedenau,
WK Kassel 5 (Marburg, Frankenberg, Kirchhain), Deutschsoziale Partei, Fraktion der Wirtschaftlichen Vereinigung
- Bömelburg, Theodor, Erster Vorsitzender des deutschen Maurerverbandes,
WK Arnsberg 6 (Dortmund, Hörde), SPD
- Böning, Kunibert, Gutsbesitzer Heinersdorf,
WK Frankfurt 2 (Landsberg (Warthe), Soldin), Deutschkonservative Partei
- Bolko, Paul von, Rittergutsbesitzer Küpper,
WK Liegnitz 2 (Sagan, Sprottau), Deutschkonservative Partei
- Boltz, Heinrich, Justizrat Saarbrücken,
WK Trier 5 (Saarbrücken), Nationalliberale Partei
- Bonin, Bogislav von, Landrat Neustettin,
 WK Köslin 5 (Neustettin), Deutschkonservative Partei
- Bothmer, Otto von, Reichsgraf,
WK Mecklenburg-Schwerin 1 (Hagenow, Grevesmühlen ), Hospitant der Freisinnigen Vereinigung
- Brandys, Paul, Pfarrer Dziergowitz,
 WK Oppeln 2 (Oppeln), Polnische Fraktion
- Brejski, Jan, Redakteur Thorn,
WK Danzig 5 (Berent, Preußisch Stargard, Dirschau), Polnische Fraktion
- Brey August, Schuhmachermeister,
WK Hannover 8 (Hannover-Stadt), SPD
- Brockhausen, Eugen von, Landrat Dramburg,
 WK Köslin 4 (Belgard, Schivelbein, Dramburg), Deutschkonservative Partei
- Brudzewo-Mielzynski, Mathias von, Rittergutsbesitzer Chobienice,
 WK Posen 2 (Samter, Birnbaum, Obornik, Schwerin (Warthe)), Polnische Fraktion
- Brühne, Friedrich, Schuhmachermeister Frankfurt,
WK Wiesbaden 1 (Obertaunus, Höchst, Usingen), SPD
- Bruhn, Wilhelm, Verleger und Druckereibesitzer Berlin,
WK Frankfurt 1 (Arnswalde, Friedeberg), Deutsche Reformpartei
- Brunstermann, Heinrich, Amtsgerichtsrat Stadthagen,
WK Schaumburg-Lippe, Deutsche Reichspartei
- Buchsieb, Friedrich, Rentamtmann Runkel,
WK Wiesbaden 4 (Limburg, Oberlahnkreis, Unterlahnkreis), Nationalliberale Partei
- Büchner, Otto, Mechanikergeselle,
WK Berlin 4, SPD (Nachwahl 1911)
- Buddeberg, Louis, Kaufmann Zittau,
 WK Sachsen 1 (Zittau), Freisinnige Volkspartei
- Büchtemann, Paul, ehemaliger Oberbürgermeister von Görlitz,
WK Liegnitz 7 (Jauer, Bolkenhain), Fortschrittliche Volkspartei (Nachwahl 1910)
- Burckhardt, Georg, Parteisekretär Godesberg,
 WK Wiesbaden 5 (Dillkreis, Oberwesterwald), Christlich-Soziale Partei, Fraktion der Wirtschaftlichen Vereinigung
- Burlage, Heinrich Eduard, Richter Oldenburg,
 WK Oldenburg 3 (Vechta, Delmenhorst, Cloppenburg, Wildeshausen, Berne, Friesoythe), Zentrum
- Busold, Heinrich, Schreinermeister,
WK Hessen 2 (Friedberg, Büdingen, Vilbel), SPD (Nachwahl 1910)
- Byern, Rudolf von, Rittergutsbesitzer Parchen,
 WK Magdeburg 3 (Jerichow I, Jerichow II), Deutschkonservative Partei

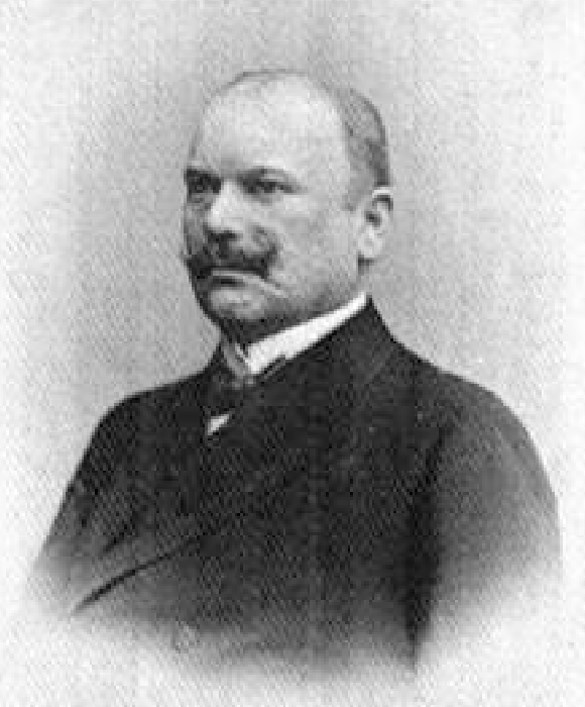
Eugen von Brockhausen
Mathias von Brudzewo-Mielzynski
Friedrich Brühne
Eduard Burlage

## C

Friedrich von Carmer
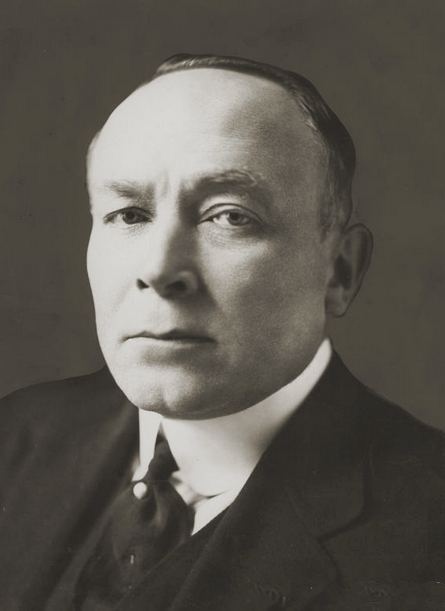
Alfred Chłapowski

- Carmer-Osten, Friedrich von, Rittergutsbesitzer,
 WK Breslau 1 (Guhrau, Steinau, Wohlau), Deutschkonservative Partei
- Carmer-Zieserwitz, Carl Graf von, Fideikomissbesitzer Zieserwitz,
WK Breslau 8 (Neumarkt, Breslau-Land), Deutschkonservative Partei
- Carstens, Ernst, Steingutfabrikant Elmshorn,
 WK Schleswig-Holstein 6 (Pinneberg, Segeberg), Freisinnige Volkspartei
- Chlapowo Chlapowski, Alfred von, Rittergutsbesitzer Bonikowo,
WK Posen 7 (Schrimm, Schroda), Polnische Fraktion
- Chrzanowski, Bernard von, Rechtsanwalt Posen,
WK Posen 1 (Posen-Stadt), Polnische Fraktion
- Contze, Heinrich, Oberlehrer Herford,
 WK Minden 2 (Herford, Halle (Westfalen)), Nationalliberale Partei
- Cuno, Willi, Bürgermeister Hagen,
WK Arnsberg 4 (Hagen, Schwelm, Witten), Freisinnige Volkspartei
- Czarlinski, Leon von, Rittergutsbesitzer Zakrzewko,
 WK Bromberg 2 (Wirsitz, Schubin, Znin), Polnische Fraktion

## D

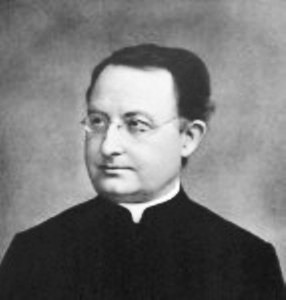
Georg Friedrich Dasbach
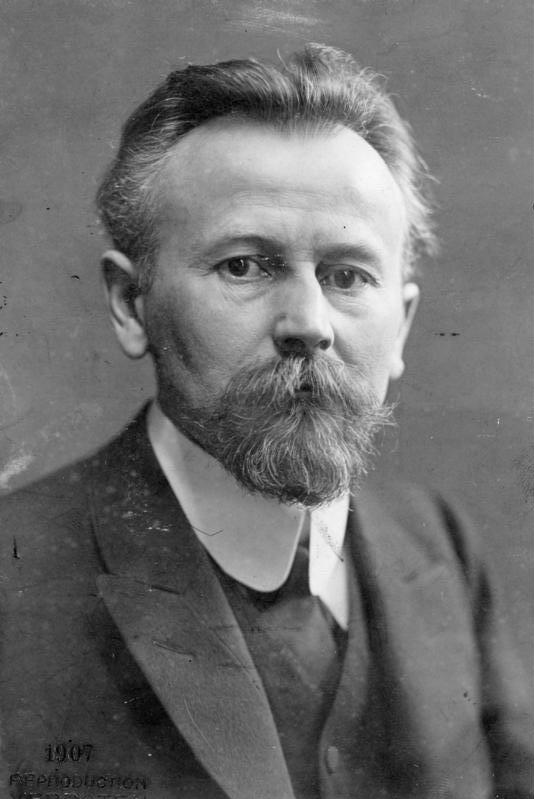
Eduard David

- Dahlem, Anton, Rechtsanwalt Niederlahnstein,
WK Wiesbaden 3 (St. Goarshausen, Unterwesterwald), Zentrum
- Damm, Kurd von, Rechtsanwalt Wolfenbüttel,
WK Braunschweig 3 (Holzminden, Gandersheim), Fraktion der Wirtschaftlichen Vereinigung
- Dannenberg, Georg von, Rechtsanwalt Hannover,
WK Hannover 6 (Syke, Verden), Deutsch-Hannoversche Partei (Nachwahl 1909)
- Dasbach, Georg, Zeitungsverleger und Pfarrer,
WK Trier 1 (Daun, Bitburg, Prüm), Zentrum
- David, Eduard, Schriftsteller Mainz,
WK Hessen 9 (Mainz, Oppenheim), SPD
- Delbrück, Werner, Direktor Seebad Heringsdorf AG,
WK Stettin 2 (Ueckermünde, Usedom-Wollin), Freisinnige Vereinigung
- Delsor, Nicolaus, Pfarrer Nordheim,
WK Elsaß-Lothringen 7 (Molsheim, Erstein), Elsaß-Lothringer
- Detto, Albert, Oberlehrer Frankfurt (Oder),
WK Frankfurt 4 (Frankfurt (Oder), Lebus), Nationalliberale Partei
- Dietrich, Hermann, Rechtsanwalt und Notar Prenzlau,
WK Potsdam 3 (Ruppin, Templin), Deutschkonservative Partei
- Dietz, Johann Heinrich Wilhelm, Schriftsetzer,
 WK Hamburg 2 (Altstadt, St. Georg, Hammerbrook), SPD
- Dirksen, Willibald von, Gesandter zur Disposition,
WK Frankfurt 9 (Cottbus, Spremberg), Deutsche Reichspartei
- Doerksen, Franz, Hofbesitzer Wossitz,
WK Danzig 2 (Danzig Land), Deutsche Reichspartei
- Dohna-Schlobitten, Richard zu, Fideikomissbesitzer,
WK Königsberg 4 (Fischhausen, Königsberg-Land), Deutschkonservative Partei
- Dohrn, Heinrich, Stadtrat Stettin,
 WK Stettin 4 (Stettin-Stadt), Freisinnige Vereinigung
- Doormann, Karl, Gymnasialprofessor Königshütte,
WK Liegnitz 4 (Lüben, Bunzlau), Freisinnige Volkspartei
- Dove, Heinrich Wilhelm, Syndikus der Handelskammer Berlin,
WK Merseburg 2 (Schweinitz, Wittenberg), Freisinnige Vereinigung
- Dröscher, Wilhelm, Direktor des Statistischen Amts Schwerin,
 WK Mecklenburg-Schwerin 2 (Schwerin, Wismar), Deutschkonservative Partei
- Duffner, Josef, Gutsbesitzer Furtwangen,
WK Baden 2 (Donaueschingen, Villingen), Zentrum
- Dziembowski-Pomian, Sigismund von, Rechtsanwalt Posen,
 WK Bromberg 4 (Inowrazlaw, Mogilno, Strelno), Polnische Fraktion

Hermann Dietrich
Johann Heinrich Wilhelm Dietz

## E

Franz Josef Ehrhart
Emil Eichhorn
Carl Friedrich Engelen
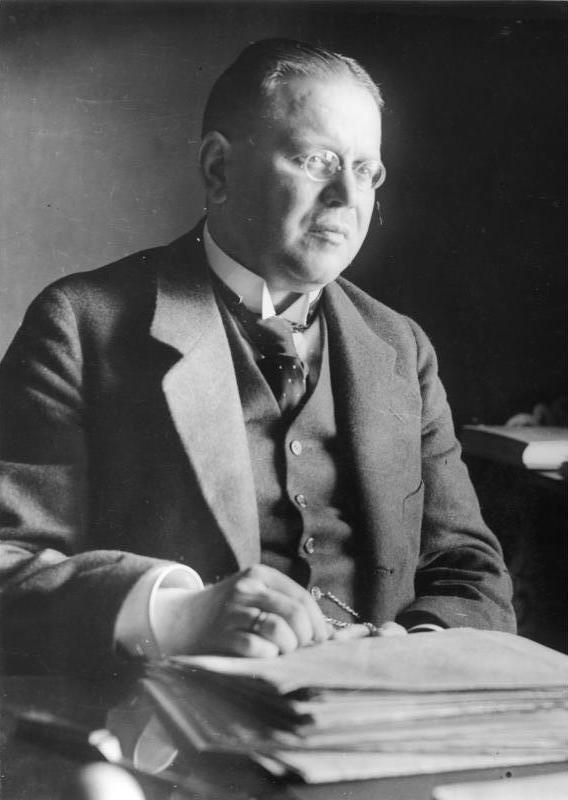
Matthias Erzberger

- Ehrhart, Franz Josef, Herausgeber Pfälzische Post,
 WK Pfalz 1 (Speyer, Ludwigshafen am Rhein, Frankenthal), SPD
- Eichhorn, Emil, Redakteur Mannheim,
WK Baden 9 (Pforzheim, Ettlingen), SPD
- Eickhoff, Richard, Gymnasialprofessor Remscheid,
WK Düsseldorf 1 (Remscheid, Lennep, Mettmann), Freisinnige Volkspartei
- Elern, Carl von, Rittergutsbesitzer Bandels,
WK Königsberg 5 (Heiligenbeil, Preußisch-Eylau), Deutschkonservative Partei
- Emmel, Leopold, Geschäftsführer Mülhausener Volkszeitung,
WK Elsaß-Lothringen 2 (Mülhausen), SPD
- Enders, Adalbert, Schuldirektor Sonneberg,
WK Sachsen-Meiningen 2 (Sonneberg, Saalfeld), Freisinnige Volkspartei
- Engelen, Carl Friedrich, Amtsgerichtsrat Osnabrück,
WK Hannover 3 (Meppen, Lingen, Bentheim, Aschendorf, Hümmling), Zentrum
- Erzberger, Matthias, Redakteur Stuttgart,
WK Württemberg 16 (Biberach, Leutkirch, Waldsee, Wangen), Zentrum
- Euen, Hans, Oberamtmann Ludwigsdorf,
 WK Breslau 3, (Groß Wartenberg, Oels), Deutschkonservative Partei
- Euler, Jakob, Tischlermeister Bensberg,
WK Trier 3 (Trier), Zentrum
- Everling, Otto, Geschäftsführer Evangelischer Bund,
WK Sachsen 10 (Döbeln, Nossen, Leisnig), Hospitant der Nationalliberalen Partei

## F

Martin Faßbender
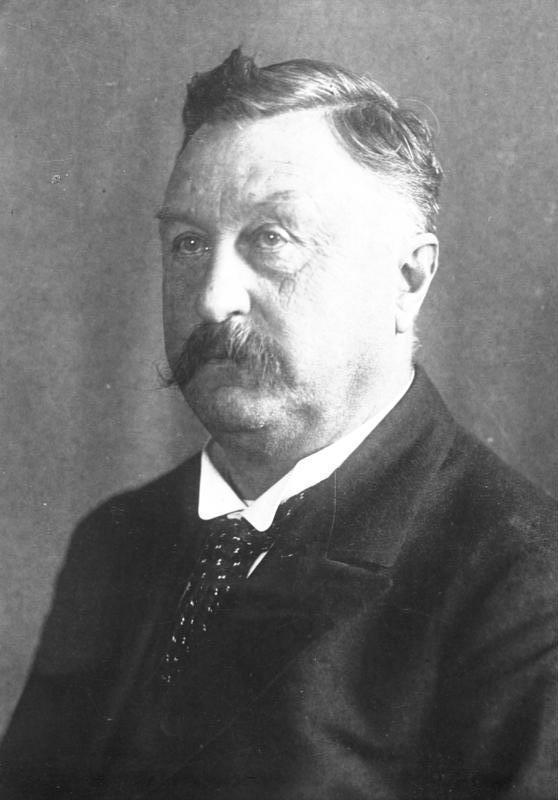
Constantin Fehrenbach
Otto Fischbeck
Richard Fischer

- Faber, Emil, Schuhmachermeister Frankfurt (Oder),
WK Frankfurt 4 (Frankfurt (Oder), Lebus), SPD (Nachwahl 1910)
- Faßbender, Martin, Professor Godesberg,
WK Köln 3 (Bergheim (Erft), Euskirchen), Zentrum
- Fegter, Jan, Landwirt,
WK Hannover 1 (Emden, Norden, Weener), Freisinnige Volkspartei (Nachwahl 1908)
- Fehlhauer, Andreas, Landwirt Neuenhofe,
WK Magdeburg 5 (Neuhaldensleben, Wolmirstedt), Nationalliberale Partei
- Fehrenbach, Constantin, Rechtsanwalt Freiburg,
WK Baden 6 (Lahr, Wolfach), Zentrum
- Feldmann, Heinrich, Landwirt Wartjenstedt,
WK Hannover 10 (Hildesheim, Marienburg, Alfeld (Leine), Gronau), Deutschkonservative Partei
- Fervers, Adolf, Geheimer Regierungsrat Düsseldorf,
WK Aachen 1 (Schleiden, Malmedy, Montjoie), Zentrum (Nachwahl 1907)
- Finckenstein, Konrad Finck von, Majoratsbesitzer Schönberg,
WK Marienwerder 2 (Rosenberg (Westpr.), Löbau), Deutschkonservative Partei
- Findel, Hermann, Senator Einbeck,
WK Hannover 11 (Einbeck, Northeim, Osterode am Harz, Uslar), Nationalliberale Partei
- Fischbeck, Otto, Stadtrat Berlin,
WK Liegnitz 6 (Liegnitz, Goldberg-Haynau), Freisinnige Volkspartei
- Fischer, Richard, Geschäftsführer Vorwärts-Buchhandlung,
WK Berlin 2 (Schöneberger Vorstadt, Friedrichsvorstadt, Tempelhofer Vorstadt, Friedrichstadt-Süd), SPD
- Fleischer, Hermann, Verbandssekretär Verband der katholischen Arbeitervereine,
WK Breslau 11 (Reichenbach, Neurode), Zentrum
- Frank, Ludwig, Rechtsanwalt Mannheim,
WK Baden 11 (Mannheim), SPD
- Frank, Wilhelm, Pfarrer Berlin,
WK Oppeln 8 (Ratibor), Zentrum
- Freyberg, Karl von, Gutsbesitzer Jetzendorf,
WK Oberbayern 4 (Ingolstadt, Freising, Pfaffenhofen), Zentrum
- Fritzen, Aloys, Landesrat,
 WK Düsseldorf 9 (Kempen), Zentrum
- Fritzen, Karl, Amtsgerichtsrat Kleve,
 WK Düsseldorf 7 (Moers, Rees), Zentrum
- Frohme, Karl, Schriftsteller,
 WK Schleswig-Holstein 8 (Altona, Stormarn), SPD
- Fuhrmann, Paul, Rittergutsbesitzer Walsleben,
WK Magdeburg 2 (Stendal, Osterburg), Nationalliberale Partei

Dr. Paul Fleischer
Ludwig Frank
Wilhelm Frank
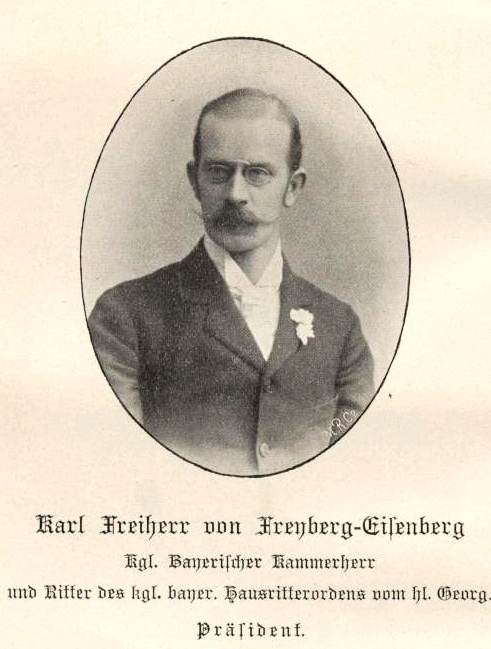
Karl von Freyberg
Aloys Fritzen
Karl Fritzen
Karl Frohme

## G

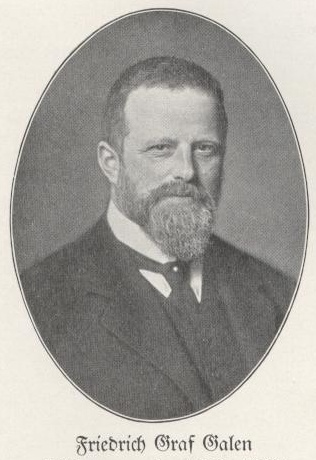
Friedrich Mathias von Galen
Adolf Geck
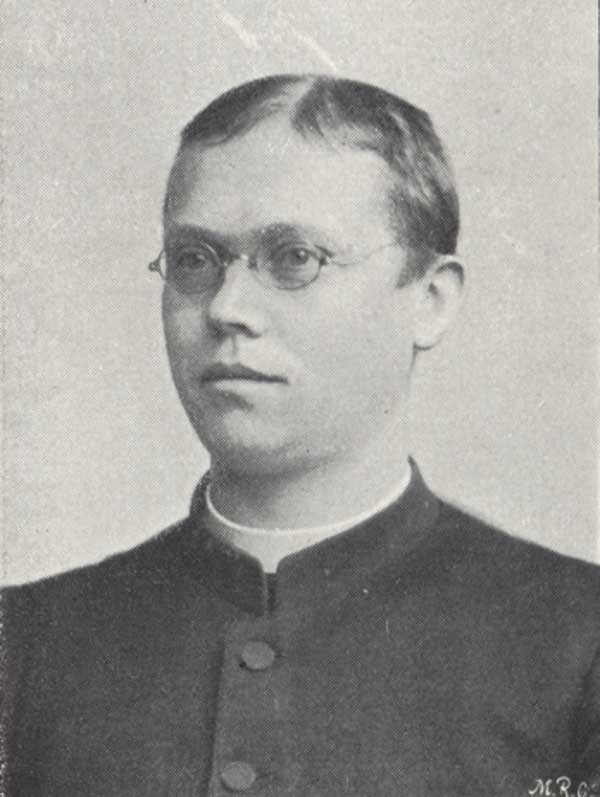
Liborius Gerstenberger
Johannes Giesberts
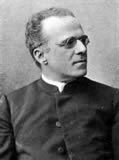
Peter Gleitsmann

- Gäbel, Gustav, Gutsbesitzer Klessig,
WK Sachsen 7 (Meißen, Großenhain, Riesa), Deutsche Reformpartei
- Galen, Friedrich von, Allodialgutsbesitzer,
WK Oldenburg 3 (Vechta, Delmenhorst, Cloppenburg), Zentrum (Nachwahl 1907)
- Gamp-Massaunen, Karl von, Rat im Preußischen Handelsministerium,
WK Marienwerder 8 (Deutsch-Krone), Deutsche Reichspartei
- Geck, Adolf, Zeitungsherausgeber Offenburg,
 WK Baden 10 (Karlsruhe, Bruchsal), SPD
- Gersdorff, Hans Otto von, Rittergutsbesitzer Bauchwitz,
WK Posen 3 (Meseritz, Bomst), Deutschkonservative Partei
- Gerstenberger, Liborius, Pfarrer Laufach,
WK Unterfranken 1 (Aschaffenburg, Alzenau, Obernburg, Miltenberg), Zentrum
- Geyer, Friedrich, Zigarrenfabrikant,
 WK Sachsen 13 (Leipzig-Land, Taucha, Markranstädt, Zwenkau), SPD
- Giesberts, Johannes, Metallarbeiter Mönchengladbach,
WK Düsseldorf 5 (Essen), Zentrum
- Giese, Eduard, Oberjustizrat Oschatz,
 WK Sachsen 11 (Oschatz, Wurzen, Grimma), Deutschkonservative Partei
- Gleitsmann, Peter, Pfarrer Berg ob Landshut,
WK Niederbayern 1 (Landshut, Dingolfing, Vilsbiburg), Zentrum
- Glowatzki, Joseph, Pfarrer Wyssoka,
WK Oppeln 3 (Groß Strehlitz, Kosel), Zentrum
- Glüer, Hermann Otto, Rittergutsbesitzer Gergehnen,
WK Königsberg 7 (Preußisch-Holland, Mohrungen), Deutschkonservative Partei
- Göhre, Paul, Pfarrer,
WK Sachsen 20 (Marienberg, Zschopau), SPD (Nachwahl 1910)
- Görck, Wilhelm, Amtsgerichtsrat Heide,
WK Schleswig-Holstein 5 (Dithmarschen, Steinburg), Nationalliberale Partei
- Görcke, Max, Oberlehrer Brandenburg,
WK Potsdam 8 (Brandenburg an der Havel, Westhavelland), Nationalliberale Partei
- Göring, Heinrich, Schreinermeister Zweibrücken,
WK Pfalz 4 (Zweibrücken, Pirmasens), Zentrum
- Goldstein, Hermann, Redakteur Sächsisches Volksblatt Zwickau,
WK Sachsen 19 (Stollberg, Schneeberg), SPD
- Goller, Erwin, Granitwerksbesitzer Münchberg,
WK Oberfranken 1 (Hof, Naila, Rehau, Münchberg), Hospitant der Freisinnigen Volkspartei
- Gothein, Georg, Bergrat Breslau,
 WK Stralsund 2 (Greifswald, Grimmen), Freisinnige Vereinigung
- Grabski, Leon von, Unternehmer Bromberg,
 WK Bromberg 5 (Gnesen, Wongrowitz, Witkowo), Polnische Fraktion
- Graef, Walther, Oberamtsrichter Geisa,
WK Sachsen-Weimar-Eisenach 1 (Weimar, Apolda), Fraktion der Wirtschaftlichen Vereinigung
- Gräfe, Heinrich, Weingroßhändler Bischofswerda,
WK Sachsen 3 (Bautzen, Kamenz, Bischofswerda), Deutsche Reformpartei
- Grégoire, Albert, Rechtsanwalt Metz,
 WK Elsaß-Lothringen 14 (Metz), Elsaß-Lothringer
- Gröber, Adolf, Staatsanwalt am Landgericht Ravensburg,
WK Württemberg 15 (Ehingen, Blaubeuren, Laupheim, Münsingen), Zentrum
- Günther, Oscar, Kaufmann und Fabrikant Plauen,
WK Sachsen 23 (Plauen, Oelsnitz, Klingenthal), Freisinnige Volkspartei
- Gyßling, Robert, Rechtsanwalt Königsberg,
WK Königsberg 3 (Königsberg-Stadt), Freisinnige Volkspartei

Hermann Goldstein
Georg Gothein
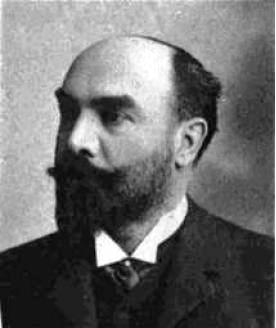
Leon von Grabski
Walther Graef
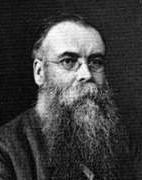
Adolf Gröber

## H

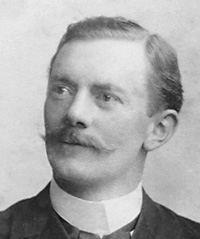
Dr. Diederich Hahn
Hermann Fürst von Hatzfeldt-Trachenberg
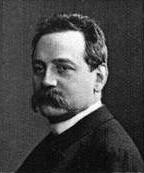
Conrad Haußmann
Benedikt Hebel

- Haas, Wilhelm, Geheimer Regierungsrat,
WK Hessen 6 (Erbach, Bensheim, Lindenfels, Neustadt im Odenwald), Nationalliberale Partei
- Haberland, Karl, Schneidermeister,
WK Düsseldorf 4 (Düsseldorf-Stadt), SPD (Nachwahl 1911)
- Haeusler, Caspar, Generalmajor z.D. München,
WK Unterfranken 4 (Neustadt an der Saale, Brückenau, Mellrichstadt, Königshofen, Kissingen), Zentrum
- Hagemann, Paul, Landgerichtsrat Erfurt,
WK Erfurt 4 (Erfurt, Schleusingen, Ziegenrück), Nationalliberale Partei
- Hagen, August, Professor Landwirtschaftsschule Bayreuth,
WK Oberfranken 2 (Bayreuth, Wunsiedel, Berneck), Nationalliberale Partei
- Hahn, Diederich, Direktor Bund der Landwirte,
WK Hannover 19 (Neuhaus (Oste), Hadeln, Lehe, Kehdingen, Jork), Bund der Landwirte, Hospitant der Deutschkonservativen Partei
- Hamecher, Cornelius, Postsekretär Berlin,
WK Köln 2 (Köln-Land), Zentrum
- Hanisch, Otto, Stadtrat Pirna,
WK Sachsen 8 (Pirna, Sebnitz), Fraktion der Wirtschaftlichen Vereinigung
- Hanssen, Hans Peter, Buchdruckereibesitzer,
WK Schleswig-Holstein 1 (Hadersleben, Sonderburg), Däne
- Hatzfeldt, Hermann von, Herzog zu Trachenberg,
WK Breslau 6 (Breslau-Ost), Deutsche Reichspartei
- Hauser, Carl, Bäckermeister Freiburg,
WK Baden 5 Freiburg, (Emmendingen), Zentrum
- Hausmann, Fritz, Fabrikbesitzer Lauenstein,
WK Hannover 9 (Hameln, Linden, Springe), Nationalliberale Partei
- Hauss, Karl, Chefredakteur Elsässischer Volksbote,
 WK Elsaß-Lothringen 4 (Gebweiler), Zentrum
- Haußmann, Conrad, Rechtsanwalt Stuttgart,
WK Württemberg 9 (Balingen, Rottweil, Spaichingen, Tuttlingen), Deutsche Volkspartei
- Hebel, Benedikt, Pfarrer Wiedergeltingen,
WK Schwaben 4 (Illertissen, Neu-Ulm, Memmingen, Krumbach), Zentrum
- Heckscher, Siegfried, Rechtsanwalt Hamburg,
 WK Schleswig-Holstein 10 (Herzogtum Lauenburg), Hospitant der Freisinnigen Vereinigung
- Heim, Georg, Mittelschullehrer Ansbach,
WK Oberpfalz 5 (Neustadt a. d. Waldnaab, Vohenstrauß, Tirschenreuth), Zentrum
- Heine, Wolfgang, Rechtsanwalt Berlin,
WK Berlin 3 (Luisenstadt diesseits des Kanals), Neu-Cölln, SPD
- Heinze, Karl, Landgerichtsdirektor Loschwitz,
WK Sachsen 5 (Dresden links der Elbe), Nationalliberale Partei
- Held, Theodor, Privatier Hannover,
 WK Hannover 6 (Syke, Verden), Nationalliberale Partei
- Hengsbach, Klemens, Inseratenvertreter Rheinische Zeitung Köln,
WK Düsseldorf 6 (Duisburg, Mülheim an der Ruhr, Ruhrort), SPD
- Henning, Adolf Wilhelm, Privatier Berlin,
WK Frankfurt 10 (Calau, Luckau), Deutschkonservative Partei
- Hermes, Otto, Direktor des Berliner Aquariums,
WK Liegnitz 7 (Landeshut, Jauer, Bolkenhain), Freisinnige Volkspartei
- Herold, Carl, Gutsbesitzer Loevingloh,
WK Münster 1 (Tecklenburg, Steinfurt, Ahaus), Zentrum
- Hertling, Georg von, Professor München,
WK Münster 2 (Münster, Coesfeld), Zentrum
- Herzog, Richard, Bürgermeister Obernkirchen,
WK Kassel 1 (Rinteln, Hofgeismar, Wolfhagen), Deutschsoziale Partei, Fraktion der Wirtschaftlichen Vereinigung
- Heydebrand und der Lasa, Ernst von, Rittergutsbesitzer Klein-Tschunkawe,
WK Breslau 2 (Militsch, Trebnitz), Deutschkonservative Partei
- Cornelius von Heyl zu Herrnsheim, Lederindustrieller Worms,
WK Hessen 7 (Worms, Heppenheim, Wimpfen), Nationalliberale Partei
- Hieber, Johannes von, Professor Stuttgart,
WK Württemberg 2 (Cannstatt, Ludwigsburg, Marbach, Waiblingen), Nationalliberale Partei
- Hildenbrand, Karl, Redakteur Stuttgart,
WK Württemberg 1 (Stuttgart), SPD
- Hilpert, Leonhard, Metzger Windsheim,
 WK Mittelfranken 6 (Rothenburg ob der Tauber, Neustadt an der Aisch), Bayerischer Bauernbund
- Hinterwinkler, Georg, Pfarrer Plattling,
WK Niederbayern 5 (Deggendorf, Regen, Viechtach, Kötzting), Zentrum
- Hirschberg, Johann, Erzpriester Wartenburg,
WK Königsberg 9 (Allenstein, Rößel), Zentrum
- Hitze, Franz, Generalsekretär des „Arbeiterwohl“,
 WK Düsseldorf 10 (Gladbach), Zentrum
- Hoch, Gustav, Arbeitersekretär Hanau,
WK Kassel 8 (Hanau, Gelnhausen), SPD
- Hoeffel, Johannes, Arzt und Bürgermeister von Buchsweiler,
WK Elsaß-Lothringen 11 (Zabern), Deutsche Reichspartei
- Hoën, Franz Xaver, Mühlenbesitzer Großblittersdorf,
WK Elsaß-Lothringen 12 (Saargemünd, Forbach), Zentrum
- Hoffmeister, August, Fabrikant Glogau,
WK Liegnitz 3 (Glogau), Freisinnige Vereinigung
- Hohenlohe-Langenburg, Ernst zu, Erbprinz Langenburg,
WK Sachsen-Coburg-Gotha 2 (Gotha), Hospitant der Deutschen Reichspartei
- Hohenlohe-Öhringen, Christian Kraft zu, Montanindustrieller,
WK Oppeln 1 (Kreuzburg, Rosenberg O.S.), Deutschkonservative Partei
- Holtschke, Edmund, Amtsgerichtsrat Soldin,
WK Frankfurt 2 (Landsberg (Warthe), Soldin), Deutschkonservative Partei (Nachwahl 1909)
- Holzapfel, Nikolaus, Landwirt Zeuzleben,
WK Unterfranken 5 (Schweinfurt, Haßfurt, Ebern), Zentrum
- Hompesch-Rurich, Alfred Graf von, Rittergutsbesitzer,
WK Aachen 4 (Düren, Jülich), Zentrum
- Hoppe, Johannes, Hofbesitzer Stade,
WK Hannover 18 (Stade, Geestemünde, Bremervörde, Osterholz), Nationalliberale Partei (Nachwahl 1909)
- Hormann, Hinrich, Schulvorsteher Bremen,
WK Bremen, Freisinnige Volkspartei
- Horn, Albert, fürstbischöflicher Stiftsassessor,
 WK Oppeln 12 (Neisse), Zentrum
- Horn, Georg, Redakteur,
WK Sachsen 6 (Dresden-Land links der Elbe, Dippoldiswalde), SPD
- Horn, Max, Landrat Schleiz,
WK Reuß jüngerer Linie, Nationalliberale Partei
- Huber, Joseph, Schriftsetzer Ludwigshafen,
WK Pfalz 2 (Landau, Neustadt an der Haardt), SPD (Nachwahl 1909)
- Hubrich Alfred, Landwirt,
WK Oppeln 11 (Neustadt O.S.), Zentrum
- Hue, Otto, Redakteur Rüttenscheid,
WK Arnsberg 5 (Bochum, Gelsenkirchen, Hattingen, Herne), SPD
- Hufnagel, Michael, Bürgermeister Mitteldachstetten,
WK Mittelfranken 3 (Ansbach, Schwabach, Heilsbronn), Deutschkonservative Partei
- Hug, Friedrich, Stiftungsverwalter,
WK Baden 1 (Konstanz, Überlingen, Stockach), Zentrum

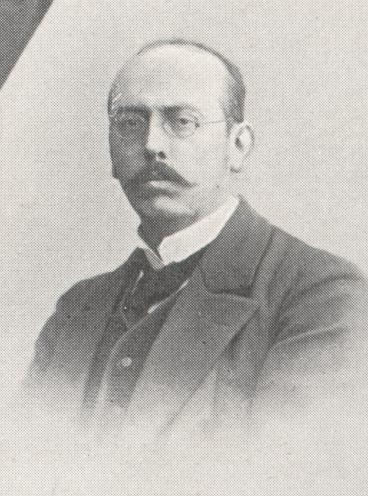
Georg Heim
Wolfgang Heine
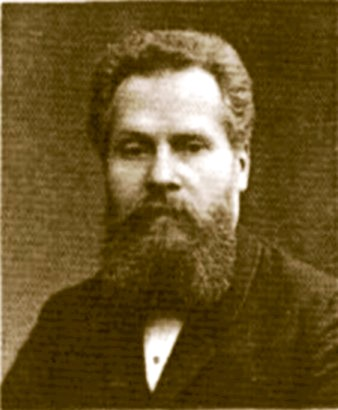
Klemens Hengsbach
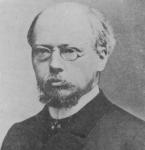
Georg von Hertling
Johannes Hieber
Dr. Franz Hitze
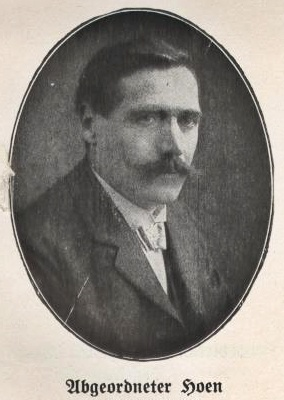
Franz Xaver Hoën
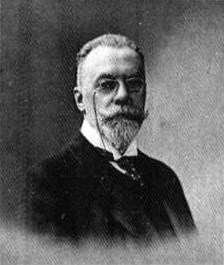
Christian Kraft zu Hohenlohe-Öhringen
A. Hompesch

## I
- Innhausen und Knyphausen, Edzard zu, Rittergutsbesitzer,
WK Hannover 1 (Emden, Norden, Weener), Hospitant der Deutschkonservativen Partei
- Irl, Martin, Malermeister Erding,
WK Oberbayern 5 (Wasserburg, Erding, Mühldorf), Zentrum

Martin Irl
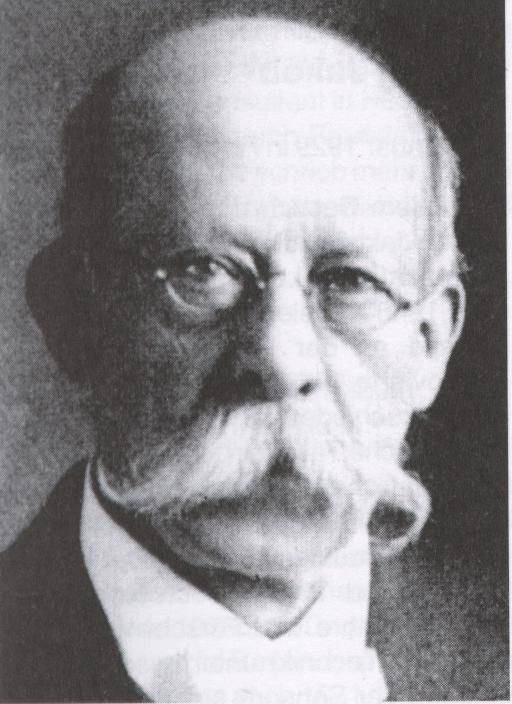
Dr. Eugen Jäger

## J
- Jäger, Eugen, Verleger und Buchhändler Speyer,
WK Schwaben 3 (Dillingen, Günzburg, Zusmarshausen), Zentrum
- Jankowski, Theodor, Pfarrer Groß-Kottorz,
WK Oppeln 4 (Lublinitz, Tost-Gleiwitz), Polnische Fraktion
- Janta-Polczynski, Roman von, Rittergutsbesitzer,
WK Danzig 4 (Neustadt (Westpr.), Putzig, Karthaus), Polnische Fraktion
- Junck, Johannes, Rechtsanwalt Leipzig,
WK Sachsen 12 (Leipzig-Stadt), Nationalliberale Partei

## K

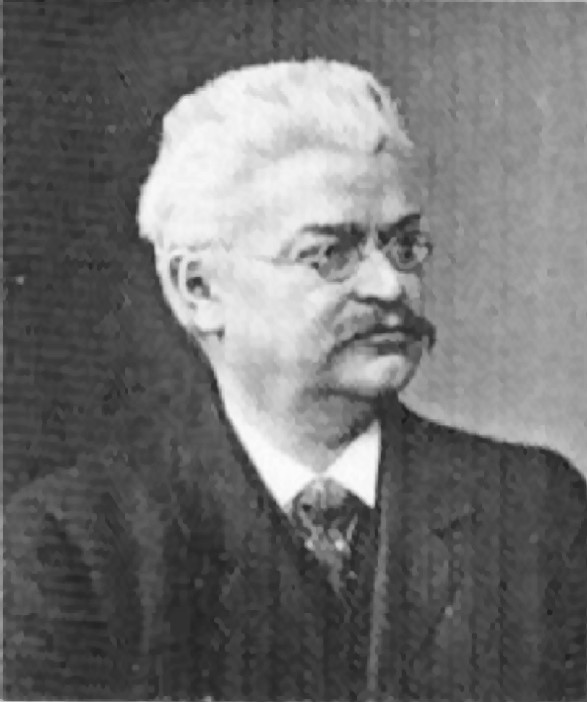
August Kaden
Johannes Kaempf
Wilhelm Keil
Julius Kopsch

- Kaden, August, Verleger Dresden,
WK Sachsen 4 (Dresden rechts der Elbe, Radeberg, Radeburg), SPD
- Kaempf, Johannes, Stadtältester Berlin,
WK Berlin 1 (Alt-Berlin, Cölln, Friedrichswerder, Dorotheenstadt, Friedrichstadt-Nord), Freisinnige Volkspartei
- Kalkhof, Richard, Oberamtsrichter Wertingen,
 WK Schwaben 1(Augsburg, Wertingen), Zentrum
- Kanitz, Hans von, Rittergutsbesitzer,
WK Gumbinnen 2 (Ragnit, Pillkallen), Deutschkonservative Partei
- Kaphengst, Axel von, Rittergutsbesitzer Kohlow,
 WK Frankfurt 5 (Oststernberg, Weststernberg), Deutschkonservative Partei
- Kaufmann, Fritz von, Rittergutsbesitzer Linden,
WK Braunschweig 2 (Helmstedt, Wolfenbüttel), Hospitant der Nationalliberalen Partei
- Keil, Wilhelm, Drechsler,
WK Württemberg 2 (Cannstatt, Ludwigsburg, Marbach, Waiblingen), SPD (Nachwahl 1910)
- Keller, Philipp, Landwirt Stein-Bockenheim,
WK Hessen 8 (Bingen, Alzey), Bund der Landwirte
- Kirsch, Theodor, Amtsgerichtsrat Düsseldorf,
WK Düsseldorf 4 (Düsseldorf), Zentrum
- Kleye, Karl, Landwirt Jerxheim,
WK Braunschweig 2 (Helmstedt, Wolfenbüttel), Nationalliberale Partei (Nachwahl 1908)
- Klose, Florian, Gutsbesitzer,
WK Oppeln 9 (Leobschütz), Zentrum
- Kobelt, Wilhelm, Fleischermeister Magdeburg,
WK Magdeburg 4 (Magdeburg), fraktionslos liberal
- Kochan, Fritz, Gutsbesitzer,
WK Gumbinnen 6 (Oletzko, Lyck, Johannisburg), Nationalliberale Partei (Nachwahl 1910)
- Köhler, Philipp, Landwirt Langsdorf,
 WK Hessen 1 (Gießen, Grünberg, Nidda), Deutschsoziale Partei, Fraktion der Wirtschaftlichen Vereinigung
- Kölle, Viktor, Amtsrichter Zellerfeld,
 WK Hannover 13 (Goslar, Zellerfeld, Ilfeld), Fraktion der Wirtschaftlichen Vereinigung
- Kohl, Anton, Stadtpfarrer Dietfurt,
WK Oberpfalz 3 (Neumarkt, Velburg, Hemau), Zentrum
- Kolbe, Max, Provinzialschulrat Danzig,
WK Posen 6 (Fraustadt, Lissa), Deutsche Reichspartei
- Kopsch, Julius, Rektor Berlin,
WK Liegnitz 5 (Löwenberg), Freisinnige Volkspartei
- Korfanty, Wojciech, Redakteur Kattowitz,
WK Oppeln 6 (Kattowitz, Zabrze), Polnische Fraktion
- Krebs, Cölestin, Amtsgerichtsrat Liebstadt,
WK Königsberg 6 (Braunsberg, Heilsberg), Zentrum
- Kreth, Hermann, Regierungsrat,
WK Gumbinnen 4 (Stallupönen, Goldap, Darkehmen), Deutschkonservative Partei
- Kröcher, Jordan von, Wirklicher Geheimer Rat,
 WK Magdeburg 1 (Salzwedel, Gardelegen), Deutschkonservative Partei
- Kulerski, Wiktor, Chefredakteur und Zeitungsherausgeber Graudenz,
WK Marienwerder 6 (Konitz, Tuchel), Polnische Fraktion
- Kunert, Fritz, Lehrer,
WK Merseburg 4 (Halle (Saale), Saalkreis), SPD (Nachwahl 1909)
- Kuntze, Alexander, Schlosser,
WK Stettin 2 (Ueckermünde, Usedom-Wollin), SPD (Nachwahl 1910)

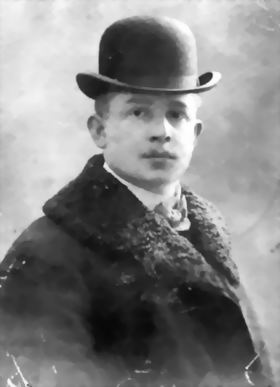
Wojciech Korfanty
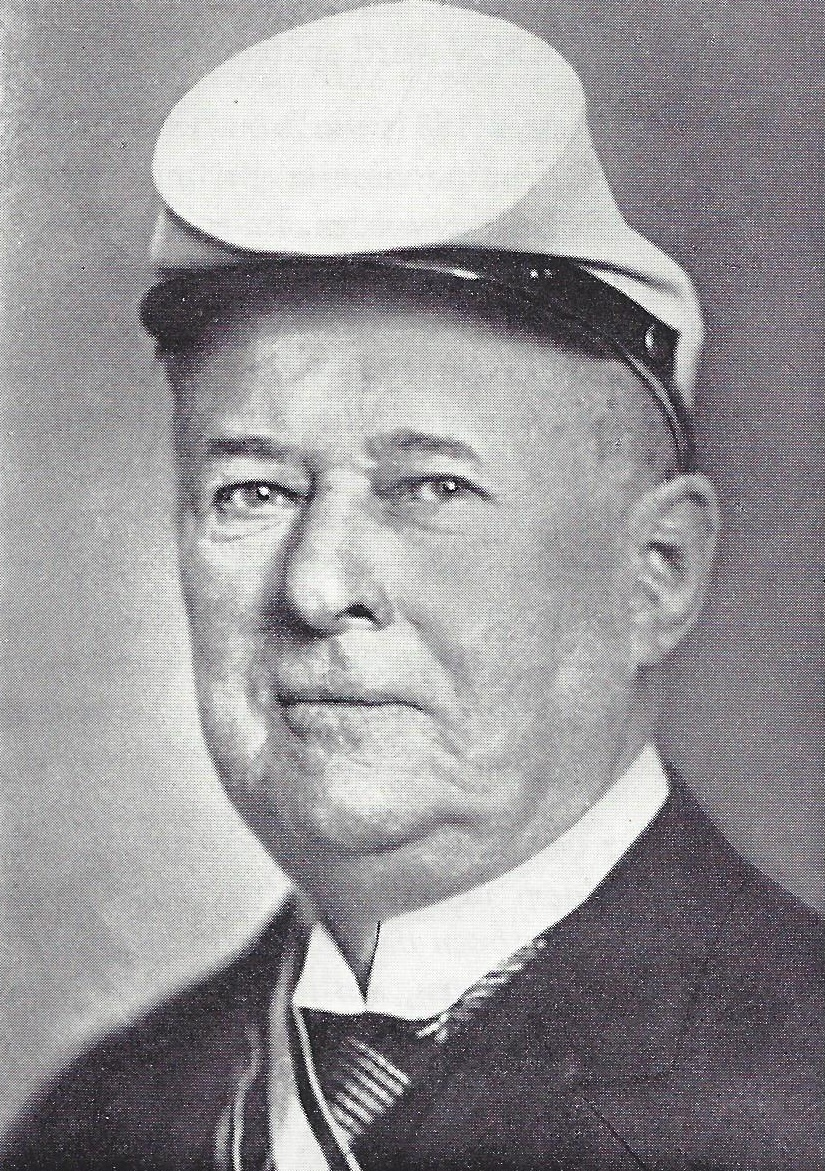
Hermann Kreth
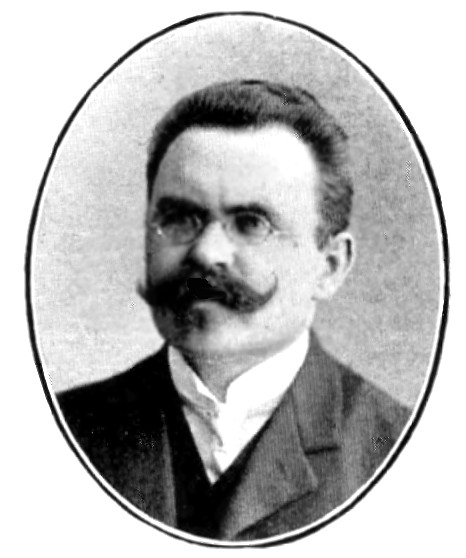
Wiktor Kulerski
Alexander Kuntze

## L

Wilhelm Lattmann
Georg Ledebour
Carl Legien
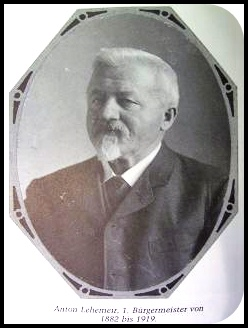
Anton Lehemeir
Gustav Lehmann

- Labroise, Johann, Gutsbesitzer Wuisse,
 WK Elsaß-Lothringen 15 (Saarburg, Chateau-Salins), Elsaß-Lothringer
- Langerfeldt, Conrad, Kreisdirektor Braunschweig,
WK Braunschweig 1 (Braunschweig, Blankenburg), fraktionslos konservativ
- Lattmann, Wilhelm, Amtsrichter Schmalkalden,
WK Kassel 2 (Kassel, Melsungen), Deutschsoziale Partei, Fraktion der Wirtschaftlichen Vereinigung
- Leber, Hermann, Maschinenschlosser,
WK Sachsen-Weimar 2 (Eisenach, Dermbach), SPD (Nachwahl 1910)
- Ledebour, Georg, Schriftsteller Berlin,
 WK Berlin 6 (Wedding, Gesundbrunnen, Moabit, Oranienburger Vorstadt, Rosenthaler Vorstadt), SPD
- Legien, Carl, Vorsitzender der Generalkommission der Gewerkschaften Deutschlands,
WK Schleswig-Holstein 7 (Kiel, Rendsburg), SPD
- Lehemeir, Anton, Bürgermeister Trostberg,
WK Oberbayern 8 (Traunstein, Laufen, Berchtesgaden, Altötting), Zentrum
- Lehmann, Gustav, Buchhalter Mannheim,
 WK Wiesbaden 2 (Wiesbaden, Rheingau, Untertaunus), SPD
- Lehmann, Paul, Gutspächter Waltersdorf,
WK Sachsen-Weimar-Eisenach 3 (Jena, Neustadt an der Orla), Nationalliberale Partei
- Lender, Franz Xaver, Dekan und Pfarrer in Sasbach,
WK Baden 8 (Rastatt, Bühl, Baden-Baden), Zentrum
- Leser, Joseph, Pfarrer Neuhausen,
WK Württemberg 17 (Ravensburg, Tettnang, Saulgau, Riedlingen), Zentrum
- Leonhart, Johannes, Arzt Kiel,
 WK Schleswig-Holstein 4 (Tondern, Husum, Eiderstedt), Freisinnige Volkspartei
- Liebermann von Sonnenberg, Max, Publizist,
WK Kassel 3 (Fritzlar, Homberg, Ziegenhain), Deutschsoziale Partei, Fraktion der Wirtschaftlichen Vereinigung
- Liebert, Eduard von, Generalleutnant z.D. Charlottenburg,
 WK Sachsen 14 (Borna, Geithain, Rochlitz), Deutsche Reichspartei
- Linck, Hans, Ratssyndikus Rostock,
WK Mecklenburg-Schwerin 5 (Rostock, Doberan), Nationalliberale Partei
- Linz, Friedrich, Oberlehrer Barmen,
WK Düsseldorf 2 (Elberfeld, Barmen), Hospitant der Deutschen Reichspartei
- Löscher, Richard, Gutsbesitzer Neuhof,
WK Potsdam 2 (Ostprignitz), Deutsche Reichspartei
- Löwenstein-Wertheim-Rosenberg, Aloys zu, Standesherr,
WK Trier 1 (Daun, Bitburg, Prüm), Zentrum (Nachwahl 1907)

Dr. Franz Xaver Lender
Max Liebermann von Sonnenberg
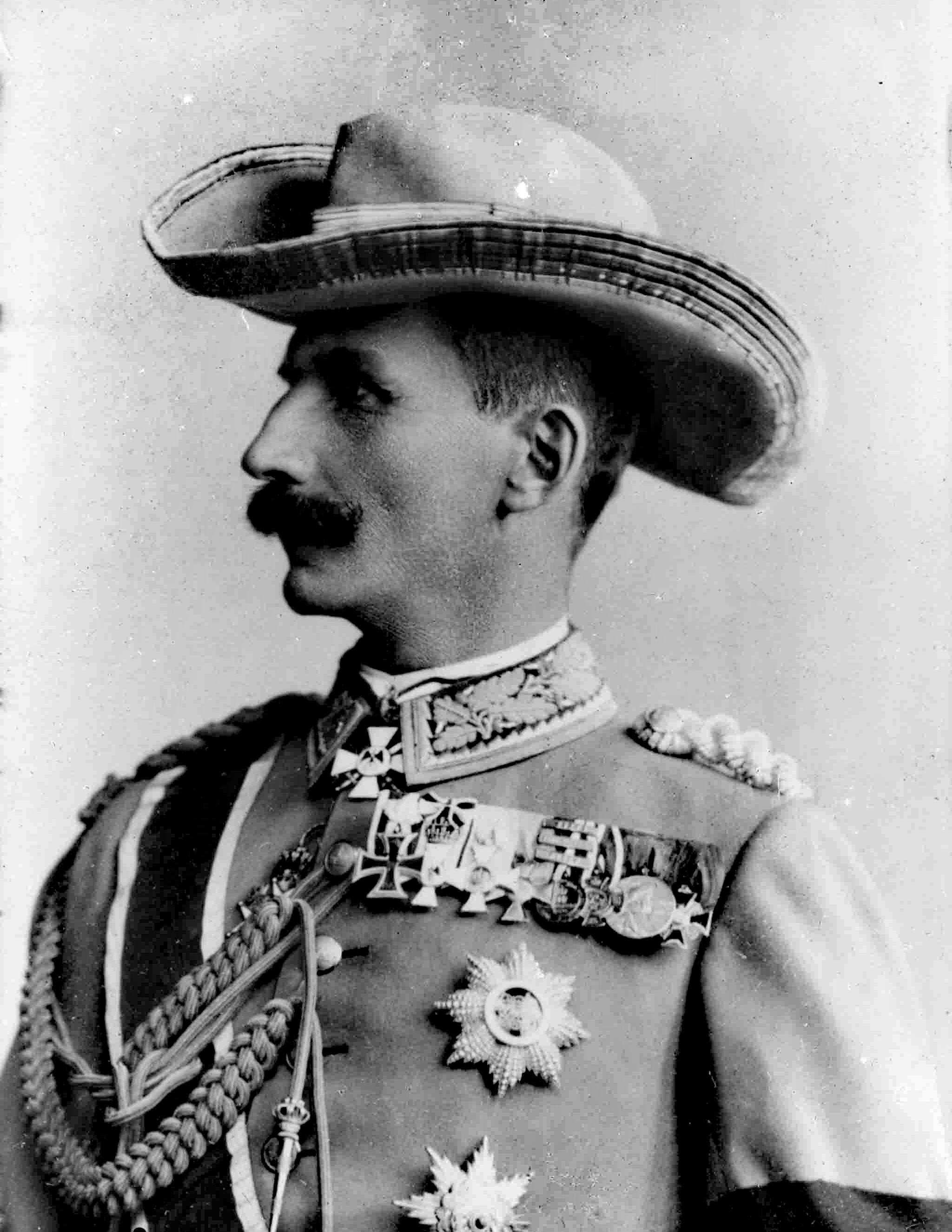
Eduard von Liebert
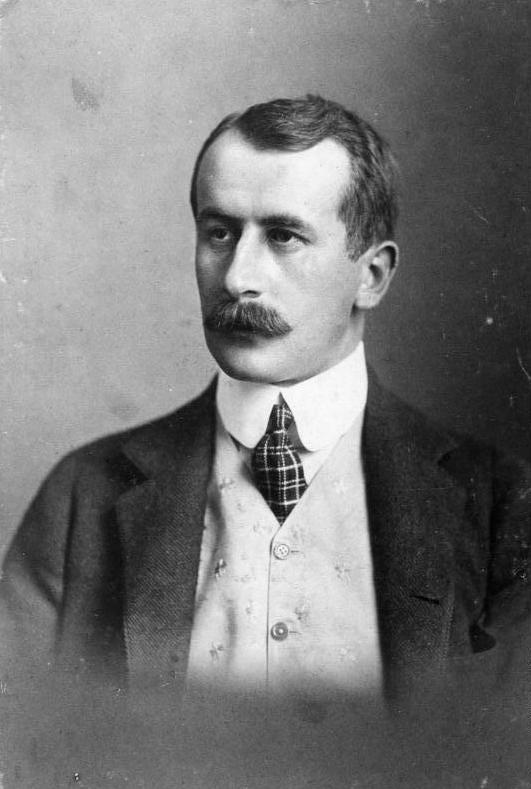
Aloys Fürst zu Löwenstein

## M

Gustav Malkewitz
Dr. Eduard Marcour
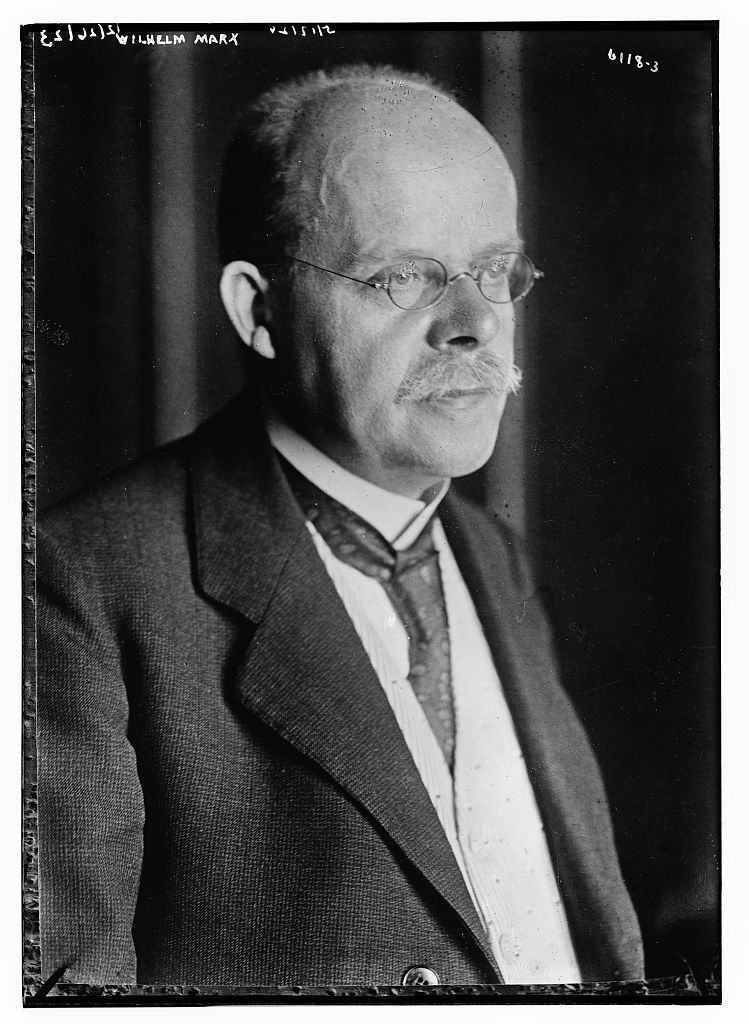
Wilhelm Marx
Wilhelm Mayer

- Malkewitz, Gustav, Druckereibesitzer und Verleger Stettin,
WK Köslin 3 (Köslin, Kolberg-Körlin, Bublitz), Deutschkonservative Partei
- Maltzan, Ludolf von, Gutsbesitzer Peckatel,
WK Mecklenburg-Schwerin 4 (Waren, Malchin), Deutschkonservative Partei
- Manz, Heinrich, Schuhfabrikant Bamberg,
WK Mittelfranken 2 (Erlangen, Fürth, Hersbruck), Freisinnige Volkspartei
- Marcour, Eduard, Chefredakteur Koblenzer Volkszeitung,
WK Düsseldorf 8 (Kleve, Geldern), Zentrum
- Marx, Wilhelm, Oberlandesgerichtsrat,
WK Köln 6 (Mülheim am Rhein, Gummersbach, Wipperfürth), Zentrum (Nachwahl 1910)
- Mayer, Gottfried, Malzfabrikant Ering,
WK Niederbayern 4 (Pfarrkirchen, Eggenfelden, Griesbach), Zentrum
- Mayer, Wilhelm, Rechtsanwalt München,
WK Schwaben 5 (Kaufbeuren, Mindelheim, Oberdorf, Füssen), Zentrum
- Mentz, Julius, Domänenpächter Kampischkehmen,
 Gumbinnen 3 (Gumbinnen, Insterburg), Deutschkonservative Partei
- Merkel, Anton Robert, Fabrikant Mylau,
WK Sachsen 22 (Auerbach, Reichenbach), Nationalliberale Partei
- Metzger, Wilhelm, Klempner und Redakteur des Hamburger Echos,
WK Hamburg 3 (Vororte und Landherrenschaften), SPD
- Michaelis, Hubert von, Rittergutsbesitzer Quatzow,
WK Köslin 2 (Bütow, Rummelsburg, Schlawe), Deutschkonservative Partei
- Mieczkowski, Wladislaus von, Rechtsanwalt Posen,
WK Posen 9 (Krotoschin, Koschmin), Polnische Fraktion
- Molkenbuhr, Hermann, Tabakarbeiter,
WK Sachsen 17 (Glauchau, Meerane, Hohenstein-Ernstthal), SPD (Nachwahl 1907)
- Mommsen, Karl, Direktor Mitteldeutsche Creditbank in Berlin,
WK Danzig 3 (Danzig Stadt), Freisinnige Vereinigung
- Morawski-Dzierzykraj, Franz von, Rittergutsbesitzer,
WK Posen 4 (Buk, Schmiegel, Kosten), Polnische Fraktion (Nachwahl 1910)
- Müller, Eduard, Kommerzienrat Rudolstadt,
 WK Schwarzburg-Rudolstadt, Nationalliberale Partei
- Müller, Ernst, Amtsrichter Fürth,
WK Sachsen-Meiningen 1 (Meiningen, Hildburghausen), Freisinnige Volkspartei
- Müller, Ottomar, Oberlandesgerichtsrat Köln,
WK Arnsberg 3 (Altena, Iserlohn, Lüdenscheid), Freisinnige Volkspartei
- Müller, Richard, Fabrikbesitzer Fulda,
 WK Kassel 7 (Fulda, Schlüchtern, Gersfeld), Zentrum
- Mugdan, Otto, Arzt in Berlin,
WK Liegnitz 9 (Görlitz, Lauban), Freisinnige Volkspartei

Friedrich Wilhelm Metzger
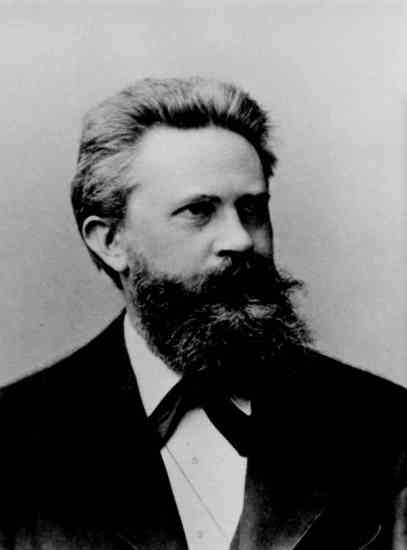
Hermann Molkenbuhr
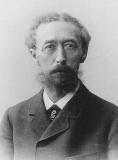
Richard Müller
Josef Nacken

## N

Adam Napieralski
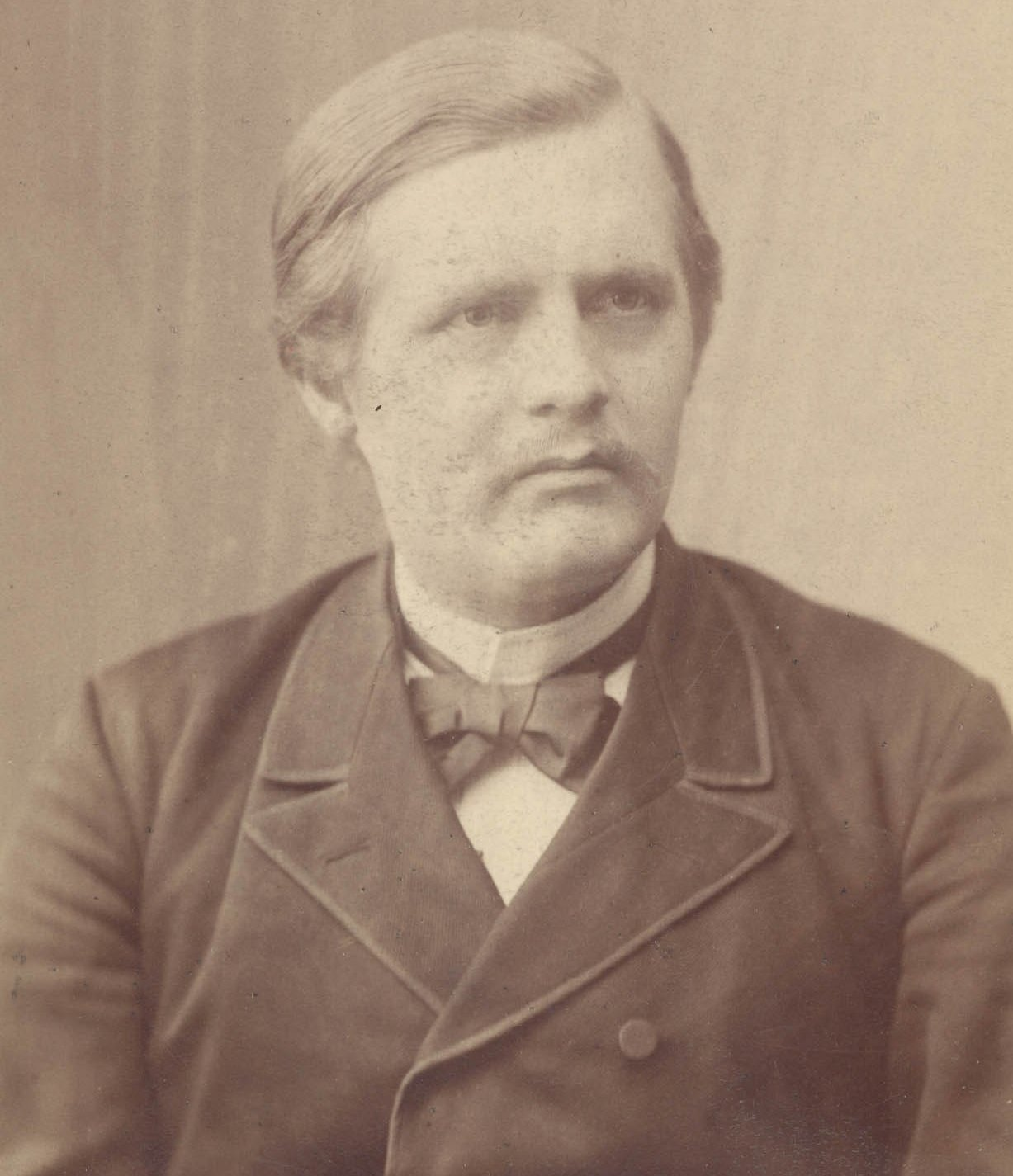
Friedrich Naumann
Dr. Adolf Neumann-Hofer
Gustav Noske

- Nacken, Josef, Kaufmann Eschweiler,
WK Aachen 2 (Eupen, Aachen-Land), Zentrum
- Napieralski, Adam, Redakteur Beuthen,
WK Oppeln 5 (Beuthen, Tarnowitz), Polnische Fraktion
- Nauck, Rudolf, Gutsbesitzer Groß-Schönfeld,
WK Mecklenburg-Strelitz, Hospitant der Deutschen Reichspartei
- Naumann, Friedrich, Pfarrer a. D. Schöneberg,
WK Württemberg 3, (Heilbronn, Besigheim, Brackenheim), Freisinnige Vereinigung
- Nehbel, Hans Alexander Hermann, Rittergutsbesitzer Salusken,
WK Königsberg 8 (Osterode i. Opr., Neidenburg), Deutschkonservative Partei
- Neumann-Hofer, Adolf, Zeitungsverleger Detmold,
 WK Lippe, Hospitant der Freisinnigen Vereinigung
- Neuner, Friedrich, Bürgermeister Bühl,
WK Oberfranken 3 (Forchheim, Kulmbach, Pegnitz, Ebermannstadt), Nationalliberale Partei
- Niederlöhner, Leonhard, Gastwirt und Bürgermeister Obermögersheim,
WK Mittelfranken 5 (Dinkelsbühl, Gunzenhausen, Feuchtwangen), Bund der Landwirte (Nachwahl 1907)
- Niegolewski, Felicyan von, Arzt Posen,
WK Posen 7 (Schrimm, Schroda), Polnische Fraktion (Nachwahl 1909)
- Nißler, Tobias, Landwirt und Bürgermeister Alfershausen,
WK Mittelfranken 5 (Dinkelsbühl, Gunzenhausen, Feuchtwangen), Deutschkonservative Partei
- Normann, Oskar von, Rittergutsbesitzer in Barkow,
 WK Stettin 7 (Greifenberg, Kammin), Deutschkonservative Partei
- Noske, Gustav, Redakteur,
WK Sachsen 16 (Chemnitz), SPD
- Nowicki, Stanislaw, Druckereibesitzer Posen,
WK Posen 1 (Posen-Stadt), Polnische Fraktion (Nachwahl 1910)

## O

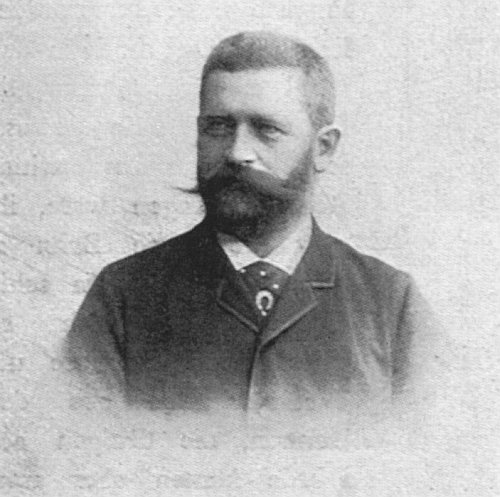
Ulrich von Oertzen
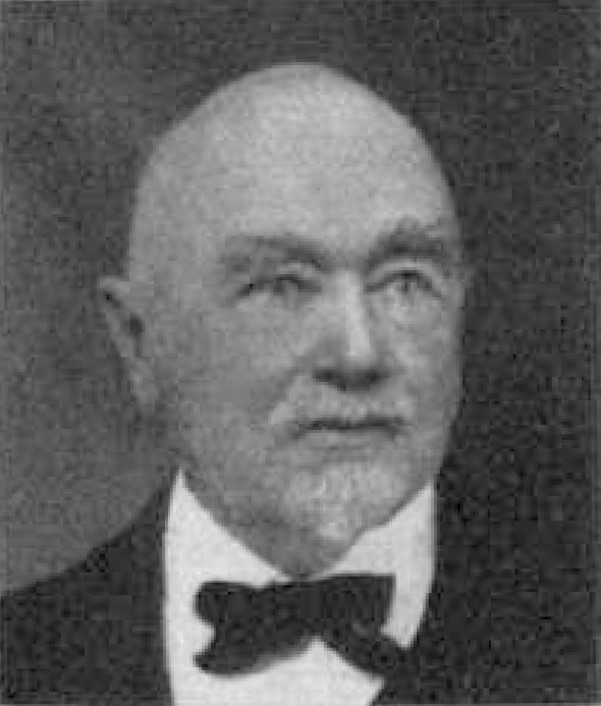
Elard von Oldenburg-Januschau
Hans Georg von Oppersdorff

- Oertzen, Ulrich von, Gutsbesitzer Remlin,
WK Potsdam 9 (Zauch-Belzig, Jüterbog-Luckenwalde), Hospitant der Deutschen Reichspartei
- Oeser, Rudolf, Redakteur Frankfurter Zeitung,
 WK Wiesbaden 6 (Frankfurt am Main), Deutsche Volkspartei
- Oldenburg-Januschau, Elard von, Rittergutsbesitzer Januschau,
WK Danzig 1 (Marienburg, Elbing), Deutschkonservative Partei
- Olenhusen, Karl Götz von, Rittergutsbesitzer,
WK Hannover 12 (Göttingen, Duderstadt, Münden), Deutsch-Hannoversche Partei, Hospitant der Zentrumsfraktion
- Opfergelt, Anton, Amtsgerichtsrat Geilenkirchen,
WK Aachen 5 (Geilenkirchen, Heinsberg, Erkelenz), Zentrum
- Oppersdorff, Hans Georg von, Fideikomissbesitzer Oberglogau,
WK Breslau 12 (Glatz, Habelschwerdt), Zentrum
- Oriola, Waldemar von, Büdesheim,
WK Hessen 2 (Friedberg, Büdingen, Vilbel), Nationalliberale Partei
- Orlowski, Carl, Rittergutsbesitzer,
WK Königsberg 9 (Allenstein, Rößel), Zentrum (Nachwahl 1911)
- Ortel, Felix, Bankdirektor,
WK Marienwerder 4 (Thorn, Kulm, Briesen), Nationalliberale Partei
- Osann, Arthur, Rechtsanwalt Darmstadt,
 WK Hessen 4 (Darmstadt, Groß-Gerau), Nationalliberale Partei

## P

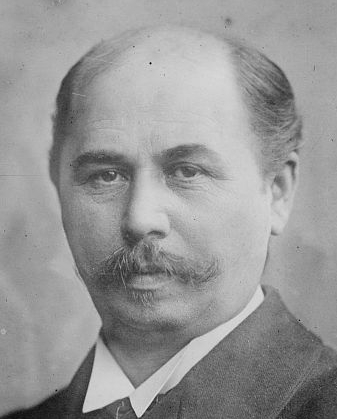
Hermann Paasche
Dr. Hermann Pachnicke
Friedrich von Payer
Dr. Maximilian Pfeiffer

- Paasche, Hermann, Kaufmann,
WK Koblenz 4 (Kreuznach, Simmern), Nationalliberale Partei
- Pachnicke, Hermann, Schriftsteller Berlin,
WK Mecklenburg-Schwerin 3 (Parchim, Ludwigslust), Freisinnige Vereinigung
- Pauli, August, Tischlermeister Potsdam,
WK Potsdam 7 (Potsdam, Osthavelland, Spandau), Deutschkonservative Partei
- Pauli, Moritz, Gymnasialprofessor Eberswalde,
WK Potsdam 5 (Oberbarnim), Deutsche Reichspartei
- Pauly, Jacob, Kaufmann Cochem,
WK Koblenz 6 (Adenau, Cochem, Zell), Zentrum (Nachwahl 1909)
- Payer, Friedrich von, Rechtsanwalt Stuttgart,
WK Württemberg 6 (Reutlingen, Tübingen, Rottenburg), Deutsche Volkspartei
- Perniock, Theodor, Amtsrichter Namslau,
 WK Breslau 4 (Namslau, Brieg), Deutschkonservative Partei
- Pfeiffer, Maximilian, Bibliothekssekretär Bamberg,
WK Oberfranken 4 (Kronach, Staffelstein, Lichtenfels, Stadtsteinach, Teuschnitz), Zentrum
- Pfetten, Max von, Gutsbesitzer Ramspau,
 WK Oberpfalz 1 (Regensburg, Burglengenfeld, Stadtamhof), Zentrum
- Pfundtner, Otto, Schulrat Breslau,
WK Breslau 7 (Stadt Breslau-West), Freisinnige Volkspartei
- Pichler, Franz Seraph, Domvikar Passau,
WK Niederbayern 3 (Passau, Wegscheid, Wolfstein, Grafenau), Zentrum
- Pieper, August, Generalsekretär katholischer Arbeitervereine,
 WK Düsseldorf 11 (Krefeld), Zentrum
- Potthoff, Heinz, Kämmerer Bielefeld,
 WK Waldeck-Pyrmont, Hospitant der Freisinnigen Vereinigung
- Praschma von Bilkau, Hans, Rittergutsbesitzer Rogau,
 WK Breslau 13 (Frankenstein, Münsterberg), Zentrum
- Preiß, Jacques, Rechtsanwalt in Colmar,
 WK Elsaß-Lothringen 3 (Kolmar), Elsaß-Lothringer
- Pressentin genannt von Rautter, Bernhard von, Gutsbesitzer Kanoten,
WK Königsberg 10 (Rastenburg, Friedland, Gerdauen), Deutschkonservative Partei
- Pütz, Johann, Pfarrer Wemding,
WK Schwaben 2 (Donauwörth, Nördlingen, Neuburg), Zentrum
- Putlitz, Wolfgang Gans Edler Herr zu, Rittergutsbesitzer Barskewitz,
WK Stettin 5 (Pyritz, Saatzig), Deutschkonservative Partei

Dr. August Pieper
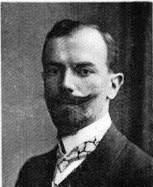
Heinz Potthoff
Hans Praschma von Bilkau
Johann Pütz

## Q
- Quarck, Burkhardt, Rechtsanwalt Coburg,
WK Sachsen-Coburg-Gotha 1 (Coburg), Nationalliberale Partei

## R

Carl Rieseberg
Hermann Roeren
Gustav Roesicke
Dr. Gottfried Ruegenberg

- Raab, Friedrich, Porzellanmaler,
WK Kassel 4 (Eschwege, Schmalkalden, Witzenhausen), Deutschsoziale Partei, Fraktion der Wirtschaftlichen Vereinigung
- Radziwill, Ferdinand von, Fideikomissbesitzer,
WK Posen 10 (Adelnau, Schildberg, Ostrowo, Kempen in Posen), Polnische Fraktion
- Ranner, Balthasar, Landwirt Aßlkofen,
 WK Oberbayern 7 (Rosenheim, Ebersberg, Miesbach, Tölz), Zentrum
- Reese, Adolf, Brauereibesitzer Stade,
WK Hannover 18 (Stade, Geestemünde, Bremervörde, Osterholz), Nationalliberale Partei
- Richthofen-Damsdorf, Karl von, Rittergutsbesitzer Kohlhöhe,
WK Breslau 9 (Striegau, Schweidnitz), Deutschkonservative Partei
- Ricklin, Eugen, Arzt Dannemarie,
WK Elsaß-Lothringen 1 (Altkirch, Thann), Elsaß-Lothringer
- Rieseberg, Carl, Bäckermeister Quedlinburg,
WK Magdeburg 6 (Wanzleben), Fraktion der Wirtschaftlichen Vereinigung
- Rimpau, Hans, Rittergutsbesitzer Emersleben,
WK Magdeburg 8 (Halberstadt, Oschersleben, Wernigerode), Nationalliberale Partei
- Ritter, Emil, Gutsbesitzer Stieglitz,
WK Bromberg 1 (Czarnikau, Filehne, Kolmar in Posen), Deutschkonservative Partei (Nachwahl 1908)
- Roeren, Hermann, Oberlandesgerichtsrat Köln-Lindenthal,
 WK Trier 4 (Saarlouis, Merzig, Saarburg), Zentrum
- Roesicke, Gustav, Rittergutsbesitzer Görsdorf,
WK Pfalz 6 (Kaiserslautern, Kirchheimbolanden), Bund der Landwirte, Hospitant der Deutschkonservativen Partei
- Roth, Jonathan, Rechtsanwalt Leonberg,
WK Württemberg 4 (Böblingen, Vaihingen, Leonberg, Maulbronn), Bund der Landwirte, Fraktion der Wirtschaftlichen Vereinigung
- Rother, Robert, Rittergutsbesitzer Seegen,
 WK Breslau 5 (Ohlau, Strehlen, Nimptsch), Deutschkonservative Partei
- Ruegenberg, Gottfried, Arzt Bonn,
 WK Koblenz 6 (Adenau, Cochem, Zell), Zentrum
- Rupp, Johannes, Bürgermeister Reihen,
 WK Baden 13 (Bretten, Sinsheim), Bund der Landwirte, Hospitant der Deutschkonservativen Partei

## S

Hermann Sachse
Karl von Savigny
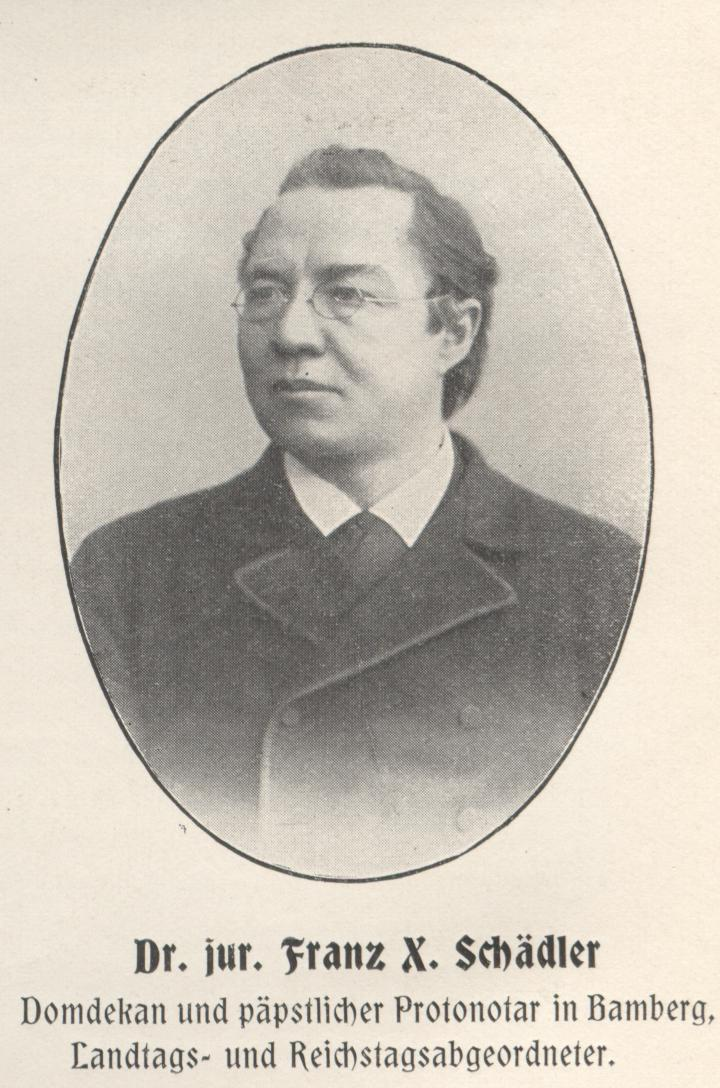
Franz Xaver Schädler
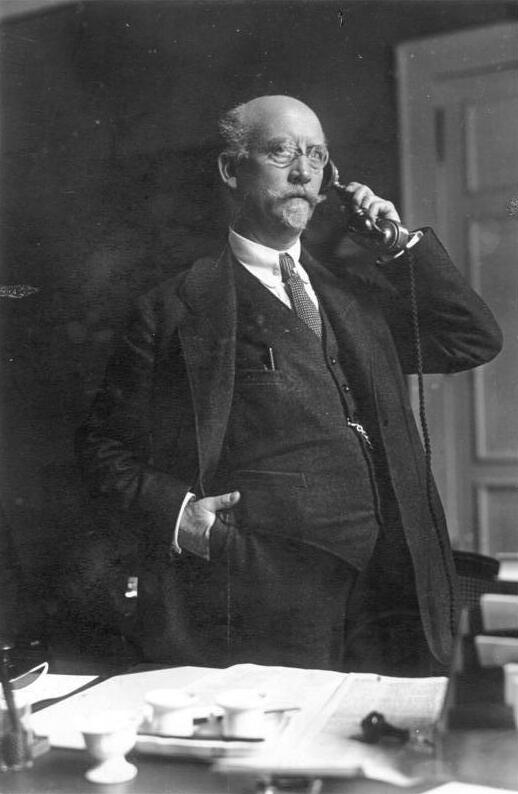
Philipp Scheidemann

- Sachse, Hermann, Vereinskassierer Niederplanitz,
WK Breslau 10 (Waldenburg), SPD
- Saldern, Werner von, Fideikomissbesitzer Leppin,
WK Frankfurt 3 (Königsberg (Neumark)), Deutschkonservative Partei
- Salm-Reifferscheidt-Dyck, Alfred zu, Standesherr Schloss Dyck,
WK Aachen 4 (Düren, Jülich), Zentrum (Nachwahl 1909)
- Sapletta, Johann, Landwirt,
WK Oppeln 8 (Ratibor), Zentrum (Nachwahl 1911)
- Saß-Jaworski, Julian von, Privatier Wilmersdorf,
WK Marienwerder 5 (Schwetz), Polnische Fraktion
- Savigny, Karl von, Majoratsbesitzer,
WK Minden 4 (Paderborn, Büren), Zentrum
- Schack, Wilhelm, Publizist Hamburg,
WK Sachsen-Weimar 2 (Eisenach, Dermbach), Deutschsoziale Partei, Fraktion der Wirtschaftlichen Vereinigung
- Schädler, Franz, Katholischer Geistlicher,
 WK Oberfranken 5 (Bamberg, Höchstadt), Zentrum
- Schefbeck, Joseph, Bäckermeister Straubing,
WK Niederbayern 2 (Straubing, Bogen, Landau, Vilshofen), Zentrum
- Scheidemann, Philipp, Redakteur Offenbach,
WK Düsseldorf 3 (Solingen), SPD
- Schellhorn-Wallbillich, Wilhelm, Weingutsbesitzer Forst in der Pfalz,
WK Pfalz 2 (Landau, Neustadt an der Haardt), Nationalliberale Partei
- Scherre, Karl, Gutsbesitzer,
WK Merseburg 6 (Sangerhausen, Eckartsberga), Deutsche Reichspartei
- Schickert, Georg, Oberregierungsrat Gumbinnen,
WK Gumbinnen 1 (Tilsit, Niederung), Deutschkonservative Partei
- Schiffer, Karl Matthias, Vorsitzender Gesamtverband christlicher Gewerkschaften,
WK Münster 3 (Borken, Recklinghausen), Zentrum
- Schirmer, Karl, Redakteur Pasing,
WK Oberpfalz 4 (Neunburg, Waldmünchen, Cham, Roding), Zentrum
- Schlüter, Karl, Bürgermeister Sommerfeld,
WK Frankfurt 6 (Züllichau-Schwiebus, Crossen), Deutsche Reichspartei
- Schmid, Alois, Schriftsteller Immenstadt,
WK Schwaben 6 (Immenstadt, Sonthofen, Kempten (Allgäu), Lindau (Bodensee)), Zentrum
- Schmid, Hermann, Gärtnereibesitzer,
WK Baden 1 (Konstanz, Überlingen, Stockach), Nationalliberale Partei (Nachwahl 1911)
- Schmidt, Carl, Unternehmer Halle,
WK Merseburg 4 (Halle (Saale), Saalkreis), Freisinnige Volkspartei
- Schmidt, Edmund, Zigarrenfabrikant Altenburg,
WK Sachsen-Altenburg (), Deutsche Reichspartei
- Schmidt, Otto, Landrichter Berlin,
WK Minden 5 (Höxter, Warburg), Zentrum
- Schmidt, Robert, Arbeitersekretär Berlin,
WK Berlin 5 (Spandauer Vorstadt, Friedrich-Wilhelm-Stadt, Königsstadt-West), SPD
- Schneider, Fridolin, Gymnasialprofessor Ellwangen,
 WK Württemberg 13 (Aalen, Gaildorf, Neresheim, Ellwangen), Zentrum
- Schoenaich-Carolath, Heinrich zu, Standesherr,
WK Frankfurt 7 (Guben, Lübben), Nationalliberale Partei
- Schöpflin, Georg, Bürstenmacher,
WK Sachsen 19 (Stollberg, Schneeberg), SPD (Nachwahl 1909)
- Schrader, Karl, Eisenbahndirektor,
WK Anhalt 1 (Dessau, Zerbst), Freisinnige Vereinigung
- Schubert, Conrad von, Generalleutnant z.D.,
WK Trier 6 (Ottweiler, St. Wendel, Meisenheim), Hospitant der Nationalliberalen Partei
- Schüler, Julius, Bürgermeister Ebringen,
WK Baden 5 (Offenburg, Kehl), Zentrum
- Schultz, Georg, Landgerichtsrat Bromberg,
WK Bromberg 3 (Bromberg), Deutsche Reichspartei
- Schwabach, Felix, Geheimer Regierungsrat Berlin,
WK Königsberg 1 (Memel, Heydekrug), Nationalliberale Partei
- Schwartz, Theodor, Geschäftsführer Lübecker Volksbote,
WK Lübeck, SPD
- Schwarze, Wilhelm, Geheimer Justizrat,
 WK Arnsberg 8 (Lippstadt, Brilon), Zentrum
- Schweickhardt, Heinrich, Kaufmann Tübingen,
 WK Württemberg 7 (Nagold, Calw, Neuenbürg, Herrenberg), Deutsche Volkspartei
- Schwerin-Löwitz, Hans von, Rittergutsbesitzer,
WK Stettin 1 (Demmin, Anklam), Deutschkonservative Partei

Karl Matthias Schiffer
Alois Schmid
Robert Schmidt
Theodor Schwartz
Wilhelm Schwarze
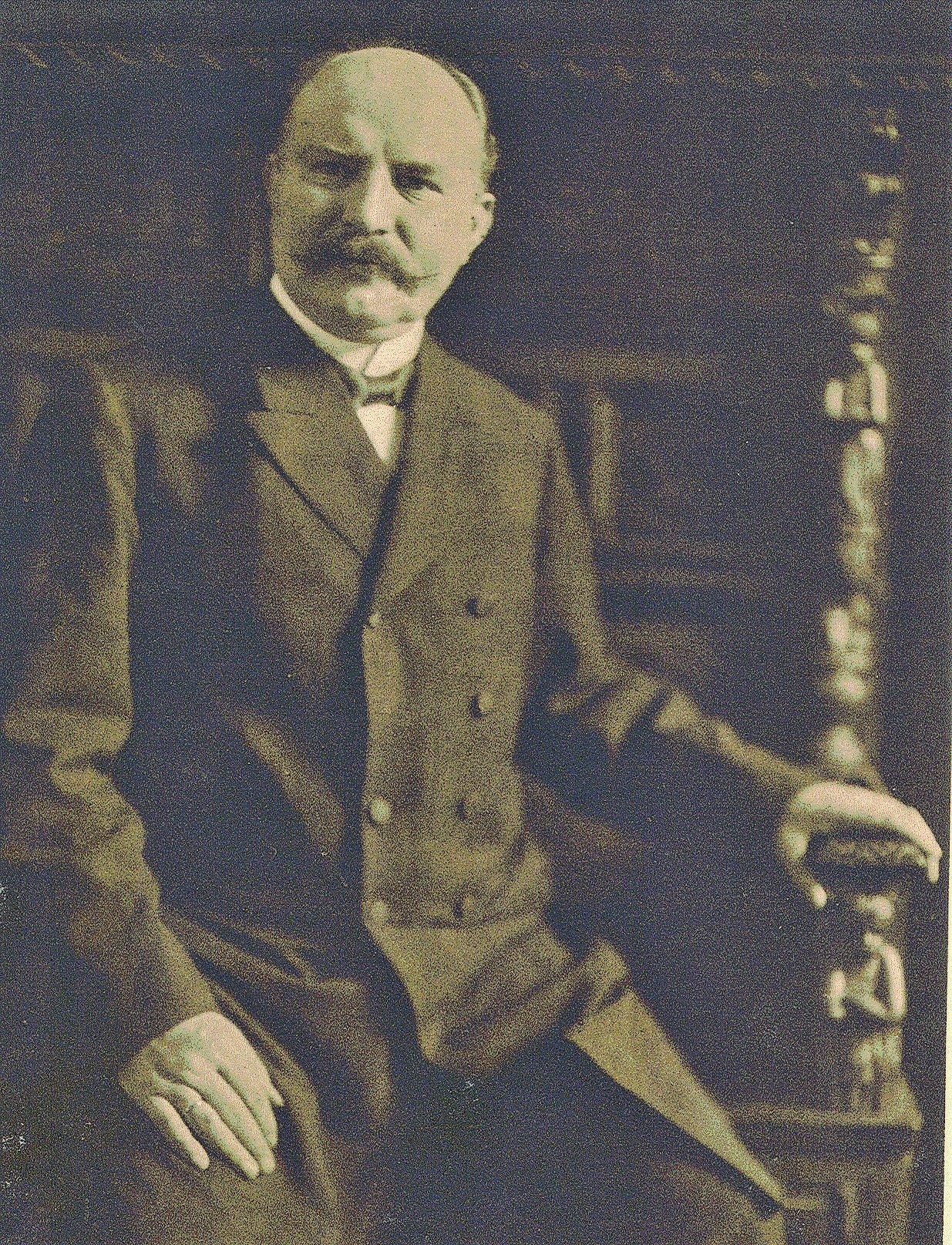
Johannes Semler
Karl Sielermann
Michael Sir

- Semler, Johannes, Rechtsanwalt Hamburg,
WK Hannover 2 (Aurich, Wittmund, Leer), Nationalliberale Partei
- Severing, Carl, Gewerkschaftssekretär Bielefeld,
 WK Minden 3 (Bielefeld, Wiedenbrück), SPD
- Seyda-Wreschen, Wladislaus, Rechtsanwalt Posen,
 WK Posen 8 (Wreschen, Pleschen, Jarotschin), Polnische Fraktion
- Siebenbürger, Otto, Rittergutsbesitzer,
 WK Stettin 6 (Naugard, Regenwalde), Deutschkonservative Partei
- Sieg, Julius, Rittergutsbesitzer Raczyniewo,
WK Marienwerder 3 (Graudenz, Straßburg (Westpr.)), Nationalliberale Partei
- Sielermann, Karl, Hofbesitzer,
WK Minden 1 (Minden, Lübbecke), Deutschkonservative Partei
- Sievers, Rudolf, Kaufmann Winsen,
WK Hannover 16 (Lüneburg, Soltau, Winsen (Luhe)), Nationalliberale Partei
- Singer, Paul, Kaufmann,
WK Berlin 4 (Luisenstadt jenseits des Kanals, Stralauer Vorstadt, Königsstadt-Ost), SPD
- Sir, Michael, Kaufmann Wernberg,
 WK Oberpfalz 2 (Amberg, Nabburg, Sulzbach, Eschenbach), Zentrum
- Sittart, Hubert, Lehrer Aachen,
WK Aachen 3 (Aachen-Stadt), Zentrum
- Skarzynski, Witold von, Rittergutsbesitzer Splawie,
 WK Posen 4 (Buk, Schmiegel, Kosten), Polnische Fraktion
- Skowronski, Alexander, Pfarrer Ellguth,
WK Oppeln 7 (Pleß, Rybnik), Polnische Fraktion
- Sommer, Paul, Rektor Burg,
WK Merseburg 8 (Naumburg, Weißenfels, Zeitz), Freisinnige Volkspartei
- Spahn, Martin, Professor,
WK Minden 5 (Höxter, Warburg), Zentrum (Nachwahl 1910)
- Spahn, Peter, Richter,
WK Köln 4 (Rheinbach, Bonn), Zentrum
- Speck, Karl Friedrich, Oberzollrat München,
WK Mittelfranken 4 (Eichstätt, Beilngries, Weissenburg), Zentrum
- Spethmann, Wilhelm, Buchdruckereibesitzer Eckernförde,
WK Schleswig-Holstein 3 (Schleswig, Eckernförde), Freisinnige Volkspartei
- Spindler, Wilhelm, Weingutsbesitzer Forst,
WK Pfalz 3 (Germersheim, Bergzabern), Zentrum
- Stadthagen, Arthur, Rechtsanwalt Berlin,
WK Potsdam 6 (Niederbarnim), Lichtenberg, SPD
- Stamm, Georg, Bürgermeister Karsbach,
 WK Unterfranken 3 (Lohr, Karlstadt, Hammelburg, Marktheidenfeld, Gemünden), Zentrum
- Staudy, Ludwig von, Polizeipräsident,
WK Gumbinnen 5 (Angerburg, Lötzen), Deutschkonservative Partei
- Stauffer, Heinrich, Gutsbesitzer Obersülzen,
 WK Pfalz 5 (Homburg, Kusel), Bund der Landwirte, Fraktion der Wirtschaftlichen Vereinigung
- Steinaecker, Fritz von, Rittergutsbesitzer Rosenfelde,
WK Stettin 3 (Randow, Greifenhagen), Deutschkonservative Partei
- Steindl, Franz Xaver, Brauereibesitzer und Bürgermeister Irnsing,
WK Niederbayern 6 (Kelheim, Rottenburg, Mallersdorf), Zentrum
- Stengel, Edmund Max,
 WK Stralsund 1 (Rügen, Stralsund, Franzburg), Freisinnige Volkspartei
- Stoecker, Adolf, Hofprediger a. D.,
WK Arnsberg 1 (Wittgenstein, Siegen, Biedenkopf), Christlich-Soziale Partei, Fraktion der Wirtschaftlichen Vereinigung
- Stolberg-Wernigerode, Udo zu, Oberpräsident a. D.,
 WK Gumbinnen 6 (Oletzko, Lyck, Johannisburg), Deutschkonservative Partei, als Reichstagspräsident fraktionslos
- Stolle, Wilhelm, Gastwirt in Gesau,
WK Sachsen 18 (Zwickau, Crimmitschau, Werdau), SPD
- Storz, Christian, Rechtsanwalt Heidenheim,
WK Württemberg 14 (Ulm, Heidenheim, Geislingen), Deutsche Volkspartei
- Stresemann, Gustav, Syndikus des Verbandes Sächsischer Industrieller,
WK Sachsen 21 (Annaberg, Schwarzenberg, Johanngeorgenstadt), Nationalliberale Partei
- Strombeck, Josef von, Landgerichtsrat Magdeburg,
WK Erfurt 2 (Heiligenstadt, Worbis), Zentrum
- Struve, Wilhelm, Arzt Kiel,
WK Schleswig-Holstein 9 (Oldenburg in Holstein, Plön), Freisinnige Vereinigung
- Strzoda, Franz, Bauerngutsbesitzers,
WK Oppeln 10 (Neustadt O.S.), Zentrum
- Stubbendorff, Hans, Gutspächter Zapel,
WK Potsdam 1 (Westprignitz), Deutsche Reichspartei
- Stücklen, Daniel, Werkmeister,
WK Sachsen 15 (Rochlitz, Flöha), SPD
- Stupp, Karl, Privatier Jülich,
 WK Koblenz 2 (Neuwied), Zentrum
- Stychel, Anton, Prälat,
WK Posen 5 (Kröben), Polnische Fraktion
- Südekum, Albert, Redakteur,
WK Mittelfranken 1 (Nürnberg), SPD

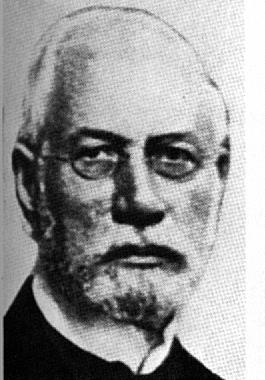
Dr. Peter Spahn
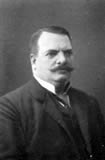
Wilhelm Spindler
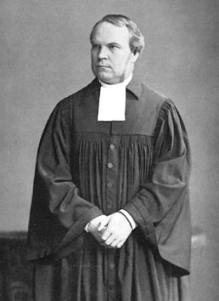
Adolf Stoecker
Franz Strzoda
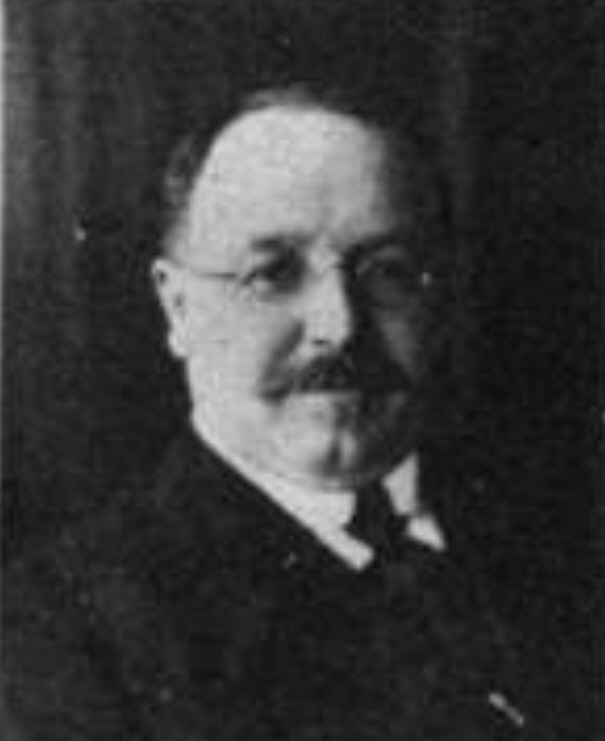
Daniel Stücklen

## T

Albert Traeger
Karl Trimborn

- Thaler, Johann, Rechtsanwalt Würzburg,
WK Unterfranken 6 (Würzburg), Zentrum
- Thoma, Friedrich, Rechtsanwalt Augsburg,
WK Schwaben 6 (Immenstadt, Sonthofen, Kempten (Allgäu), Lindau (Bodensee)), Nationalliberale Partei (Nachwahl 1911)
- Thünefeld, Klemens von, Gutsbesitzer Schmiechen,
WK Oberbayern 6, (Weilheim, Werdenfels, Bruck, Landsberg, Schongau), Zentrum
- Traeger, Albert, Rechtsanwalt und Notar,
WK Oldenburg 2 (Jever, Brake, Westerstede, Varel, Elsfleth, Landwürden), Freisinnige Volkspartei
- Trautmann, Hermann, Kaufmann Köthen,
WK Anhalt 2 (Bernburg, Köthen, Ballenstedt), Hospitant der Nationalliberalen Partei
- Trczinski, Eduard von, Rittergutsbesitzer,
WK Posen 9 (Krotoschin, Koschmin), Polnische Fraktion (Nachwahl 1907)
- Treuenfels, Carl von, Gutsbesitzer Klenz,
WK Mecklenburg-Schwerin 6 (Güstrow, Ribnitz), Deutschkonservative Partei
- Trimborn, Karl, Rechtsanwalt Köln,
WK Köln 1 (Köln-Stadt), Zentrum

## U
- Uebel, Philipp, Ministerialdirektor Dieburg,
WK Hessen 8 (Bingen, Alzey), Zentrum (Nachwahl 1909)
- Ulrich, Carl, Buchdruckereibesitzer Offenbach,
WK Hessen 5 (Offenbach, Dieburg), SPD

## V

Wilhelm Vogt
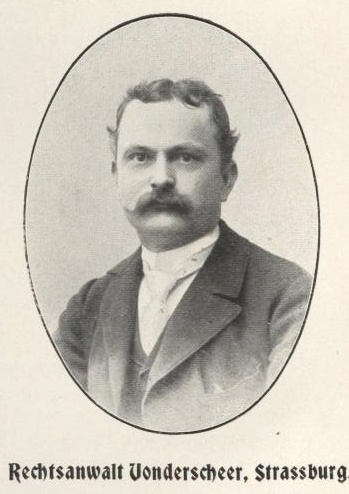
Leo Vonderscheer

- Varenhorst, Wilhelm, Amtsrichter Tostedt,
WK Hannover 17 (Harburg, Rotenburg in Hannover, Zeven), Deutsche Reichspartei
- Vogel, Heinrich, Bergwerksdirektor,
WK Arnsberg 1 (Wittgenstein, Siegen, Biedenkopf), Nationalliberale Partei (Nachwahl 1909)
- Vogt, Friedrich, Schultheiß Büttelbronn,
WK Württemberg 12 (Gerabronn, Crailsheim, Mergentheim, Künzelsau), Bund der Landwirte, Fraktion der Wirtschaftlichen Vereinigung
- Wilhelm Vogt, Landwirt Gochsen,
WK Württemberg 11 (Hall, Backnang, Öhringen, Neckarsulm, Weinsberg), Bund der Landwirte, Fraktion der Wirtschaftlichen Vereinigung
- Vollmar, Georg von, Publizist,
WK Oberbayern 2 München II (Isarvorstadt, Ludwigsvorstadt, Au, Haidhausen, Giesing, München-Land, Starnberg, Wolfratshausen), SPD
- Vonderscheer, Leo, Rechtsanwalt Straßburg,
WK Elsaß-Lothringen 6 (Schlettstadt), Elsaß-Lothringer

## W

Friedrich Wachhorst de Wente
Heinrich Wattendorff
Georg Wellstein
Ludwig Werner

- Wachhorst de Wente, Friedrich, Hofbesitzer Groß Mimmelage,
 WK Hannover 5 (Melle, Diepholz, Wittlage, Sulingen, Stolzenau), Nationalliberale Partei
- Wagner, Eduard, Landrichter Dresden,
WK Sachsen 9 (Freiberg, Hainichen), Deutschkonservative Partei
- Wagner, Hermann, Deckenfabrikant Calw,
WK Württemberg 8 (Freudenstadt, Horb, Oberndorf, Sulz), Deutsche Volkspartei
- Wagner, Richard, Bürgermeister Tapiau,
WK Königsberg 2 (Labiau, Wehlau), Fortschrittliche Volkspartei (Nachwahl 1910)
- Waida, Josef, Pfarrer Keltsch,
WK Oppeln 7 (Pleß, Rybnik), Polnische Fraktion (Nachwahl 1908)
- Wallenborn, Peter, Landwirt Bitburg,
 WK Koblenz 5 (Mayen, Ahrweiler), Zentrum
- Wattendorff, Heinrich, Kaufmann Ibbenbüren,
 WK Münster 4 (Lüdinghausen, Beckum, Warendorf), Zentrum
- Weber, Karl, Bankdirektor Löbau,
WK Sachsen 2 (Löbau), Hospitant der Nationalliberalen Partei
- Wehl, Fritz, Lederfabrikant Celle,
WK Hannover 14 (Gifhorn, Celle, Peine, Burgdorf), Nationalliberale Partei
- Wellstein, Georg, Amtsrichter Ehrenbreitstein,
WK Koblenz 3 (Koblenz, St. Goar), Zentrum
- Wendel, Charles de, Hüttenbesitzer Hayingen,
WK Elsaß-Lothringen 13 (Bolchen, Diedenhofen), Elsaß-Lothringer
- Wense, August von der, Rittergutsbesitzer Holdenstedt,
 WK Hannover 15 (Lüchow, Uelzen, Dannenberg, Bleckede), Deutsche Reichspartei
- Werner, Ferdinand, Publizist,
WK Hessen 1 (Gießen, Grünberg, Nidda), Deutschsoziale Partei/Wirtschaftliche Vereinigung (Nachwahl 1911)
- Werner, Ludwig, Redakteur,
WK Kassel 6 (Hersfeld, Rotenburg (Fulda), Hünfeld), Deutsche Reformpartei
- Westarp, Kuno von, Oberverwaltungsgerichtsrat,
WK Posen 3 (Meseritz, Bomst), Deutschkonservative Partei (Nachwahl 1908)
- Wetterlé Emile, Redakteur Colmar,
WK Elsaß-Lothringen 5 (Rappoltsweiler), Elsaß-Lothringer
- Wetzel, Albert, Professor Lehrerseminar Esslingen,
WK Württemberg 5 ((Esslingen, Nürtingen, Kirchheim, Urach)), Nationalliberale Partei
- Wiedeberg, Joseph, Vorsitzender Zentralverband christlicher Bauhandwerker,
WK Arnsberg 7 (Hamm, Soest), Zentrum
- Wieland, Georg, Schreinermeister Göppingen,
WK Württemberg 10 (Gmünd, Göppingen, Welzheim, Schorndorf), Deutsche Volkspartei
- Wiemer, Otto, Publizist Berlin,
WK Erfurt 1 (Nordhausen, Hohenstein), Freisinnige Volkspartei
- Wilckens, Fritz, Herrschaftsbesitzer Sypniewo,
WK Marienwerder 7 (Schlochau, Flatow), Deutschkonservative Partei
- Wilde, Albert, Bürgermeister Elsterwerda,
WK Merseburg 1 (Liebenwerda, Torgau), Nationalliberale Partei
- Will, Arthur, Landwirt Schweslin,
WK Köslin 1 (Stolp, Lauenburg in Pommern), Deutschkonservative Partei
- Will, Dionysius, Pfarrer H?nheim,
WK Elsaß-Lothringen 9 (Straßburg-Land), Zentrum
- Wiltberger, Heinrich, Notar Lauterburg,
 WK Elsaß-Lothringen 10 (Hagenau, Weißenburg), Elsaß-Lothringer
- Winckler, Johann, Landrat a. D. Zeitz,
WK Merseburg 7 (Querfurt, Merseburg), Deutschkonservative Partei
- Winterfeldt, Ulrich von, Rittergutsbesitzer,
WK Potsdam 4 (Prenzlau, Angermünde), Deutschkonservative Partei
- Winterfeldt, Joachim von, Rittergutsbesitzer,
WK Potsdam 4 (Prenzlau, Angermünde), Deutschkonservative Partei (Nachwahl 1908)
- Witt, Hermann de, Amtsrichter in Köln,
WK Köln 6 (Mülheim am Rhein, Gummersbach, Wipperfürth), Zentrum
- Witt, Karl, Gutsbesitzer Klein-Nebrau,
WK Marienwerder 1 (Marienwerder, Stuhm), Deutsche Reichspartei
- Wölzl, Gotthard, Magistratsrat München,
WK Oberbayern 1 München I (Altstadt, Lehel, Maxvorstadt), Hospitant der Nationalliberalen Partei
- Wolff-Metternich, Ferdinand von, Oberförster und Gutsbesitzer,
 WK Trier 2 (Wittlich, Bernkastel), Zentrum
- Wommelsdorff, Adolf, Hof- und Mühlenbesitzer Munkmühle,
WK Schleswig-Holstein 2 (Apenrade, Flensburg), Nationalliberale Partei

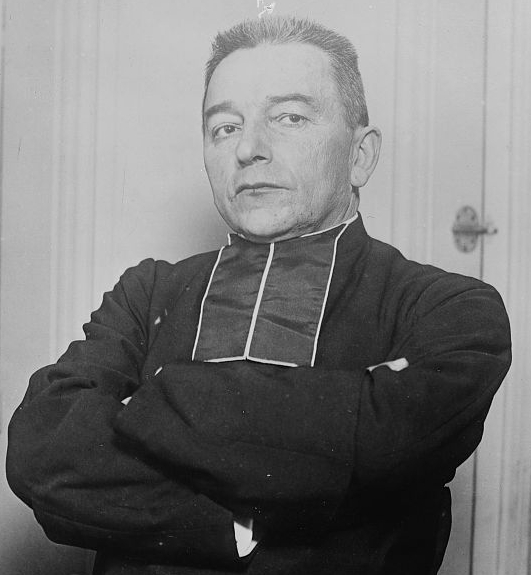
Émile Wetterlé
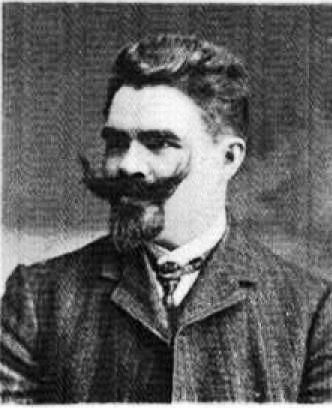
Joseph Wiedeberg
Ulrich von Winterfeldt

## Z

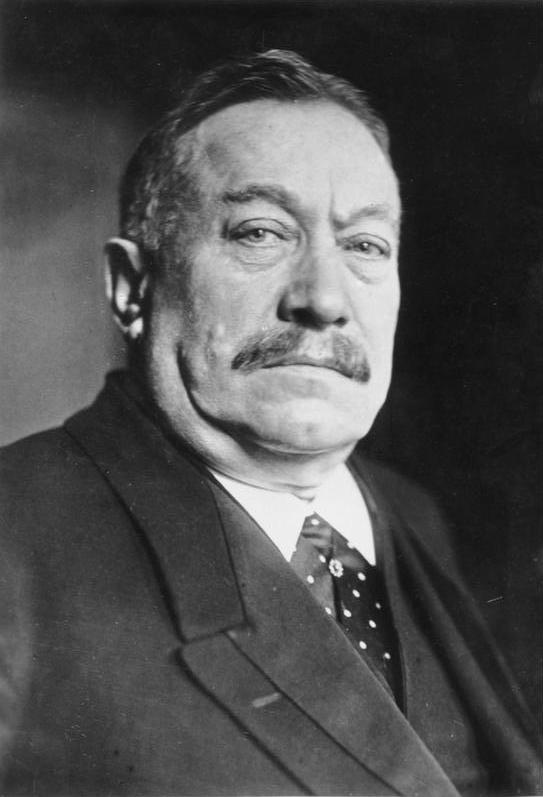
Hugo am Zehnhoff
Johann Anton Zehnter
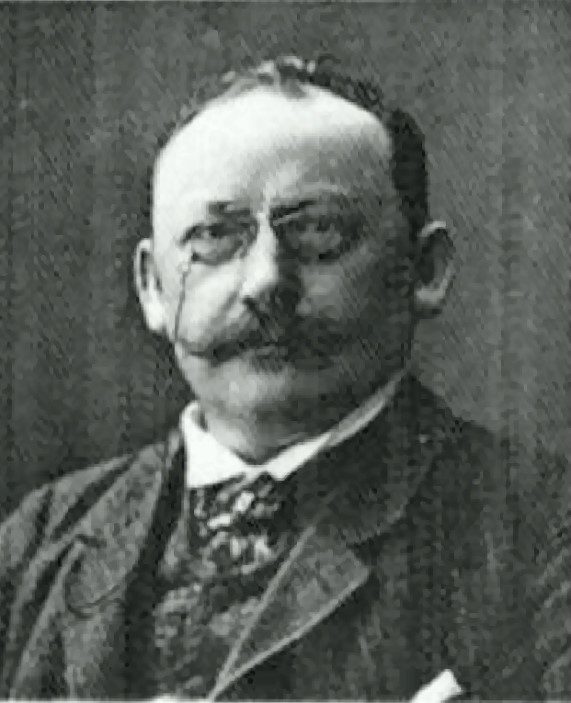
Oswald Zimmermann

- Zehnhoff, Hugo am, Rechtsanwalt Köln,
WK Düsseldorf 12 (Neuss, Grevenbroich), Zentrum
- Zehnter, Johann Anton, Landgerichtsdirektor Mannheim,
 WK Baden 14 (Tauberbischofsheim, Buchen), Zentrum
- Zietsch, Fritz, Porzellanmaler Berlin,
WK Sachsen-Coburg-Gotha 1 (Coburg), SPD (Nachwahl 1909)
- Zimmermann, Oswald, Publizist,
WK Sachsen 20 (Marienberg, Zschopau), Deutsche Reformpartei
- Zindler, Max, Gutsbesitzer Neudorf,
 WK Bromberg 1 (Czarnikau, Filehne, Kolmar in Posen), Deutschkonservative Partei
- Zubeil, Fritz, Gastwirt Berlin,
WK Potsdam 10 (Teltow, Beeskow-Storkow), SPD